# Parc Montsouris
Pour les articles homonymes, voir Parc Montsouris (homonymie).
Le parc Montsouris est un jardin public situé dans le quartier du même nom, dans le sud de Paris, dans le 14e arrondissement. Pendant méridional du parc des Buttes-Chaumont, ce parc à l'anglaise aménagé à la fin du XIXe siècle s'étend sur 15 hectares. Le parc abrite un grand nombre d'espèces d'oiseaux. Il y est planté de nombreux arbres.
Les panneaux d'informations précisent que le parc doit son nom aux nombreux rongeurs qui s'étaient multipliés le long des moulins de la Bièvre.

## Situation et accès
Le parc Montsouris est situé entre la porte de Gentilly et la porte d'Arcueil. Il est délimité par le boulevard Jourdan au sud, les rues Gazan et de la Cité-Universitaire à l'est, l'avenue Reille au nord et les rues Nansouty et Émile-Deutsch-de-la-Meurthe à l'ouest.

## Relief
Le parc Montsouris est le point culminant de la rive gauche de Paris (78 mètres).

## Historique
Le parc Montsouris est imaginé au Second Empire dans le cadre d'un projet destiné à offrir aux Parisiens des espaces verts aux quatre points cardinaux de Paris : bois de Boulogne à l'ouest, parc des Buttes-Chaumont au nord, bois de Vincennes à l'est, et parc Montsouris au sud.
L’emplacement est choisi car peu de construction sont bâties et les expropriations faciles, parmi lesquelles quatre carrières, une pépinière, quelques jardins, une fabrique de carton et des propriétés de l’Assistance publique.
L’endroit est ainsi décrit : « C’était un véritable désert, une sorte de morceau de Far-West encastré dans Paris et d’assez mauvais renom… Les habitants du quartier prétendaient qu’il n’était pas prudent de s’aventurer dans les parages de la Fosse aux Lions et l’on racontait à ce sujet des histoires lugubres bien capables d’impressionner les braves Montrougiens ».
Il fut d’abord appelé « Parc national des Montrougiens ».
Haussmann décide de sa construction en 1860, et confie sa réalisation à l'ingénieur Alphand. Comme les Buttes-Chaumont, le site choisi se situe sur d'anciennes carrières désaffectées, ici celles de Montsouris, ce qui posa quelques problèmes.
Une première difficulté technique est d'aménager le parc au-dessus de ces anciennes carrières, qu'il faut préalablement consolider. Véritablement mis en chantier en 1867, les travaux dureront jusqu'en 1878. Quatre carrières, vingt-quatre maisons, des jardins, une pépinière, et le prolongement du chemin des Prêtres d’Arcueil furent supprimés. À la demande des habitants, le parc est partiellement ouvert en 1867. Le parc est malgré tout inauguré en 1869. Le lac artificiel était alimenté à l'époque par l'aqueduc d'Arcueil. Une légende veut que le jour de l'inauguration, le lac artificiel se soit vidé et qu'un ingénieur qui avait supervisé sa construction se soit suicidé. Il semble que le lac se soit effectivement vidé une nuit de mai 1878.
La terre végétale retirée lors des travaux pour la construction du réservoir de Montsouris a été utilisée pour l’aménagement du parc.
Les premiers arbres plantés dans le parc proviennent du jardin de l’hospice des Petites Maisons. D’autres ont été déplacés des jardins de l’ exposition universelle de 1878.
La construction de la ligne de Ceinture sud (pas encore « petite » puisque la « grande » n'existait pas) est réalisée en tranchée, conjointement avec l'aménagement du parc en 1866-1867. Cette tranchée, dite tranchée Alphand est même citée dans le monde entier comme modèle d'intégration paysagère. Quant à la ligne de Sceaux, qui est à l'origine en surface, elle est mise en tranchée au début des années 1930-1931 et sera incorporée en 1977 dans le réseau express régional (RER ligne B).
Le 20 avril 1887, une statue en bronze du révolutionnaire Jean-Paul Marat est installée sur la pelouse du parc mais sera enlevée dès l'année 1891 sur ordre du préfet. Elle sera par la suite installée dans le parc des Buttes-Chaumont et y restera jusqu'à la Seconde Guerre mondiale où elle est fondue. Grâce à un plâtre d'origine retrouvé, une nouvelle statue a été refaite en 2012 et trône depuis à l'entrée du musée de la Révolution française à Vizille.
Autrefois parc de prédilection du centre hospitalier Sainte-Anne, ce parc n'est désormais plus accessible aux patients de l'hôpital, qui bénéficient d'un parc fermé dans l'hôpital même.
Le parc Montsouris est aujourd'hui un jardin public entretenu par le service des espaces verts de la Ville de Paris. Il est bordé au nord par l'avenue Reille (trois entrées), à l'est par la rue Gazan (deux entrées), au sud par le boulevard Jourdan (deux entrées) et à l'ouest par la rue Nansouty (une entrée).

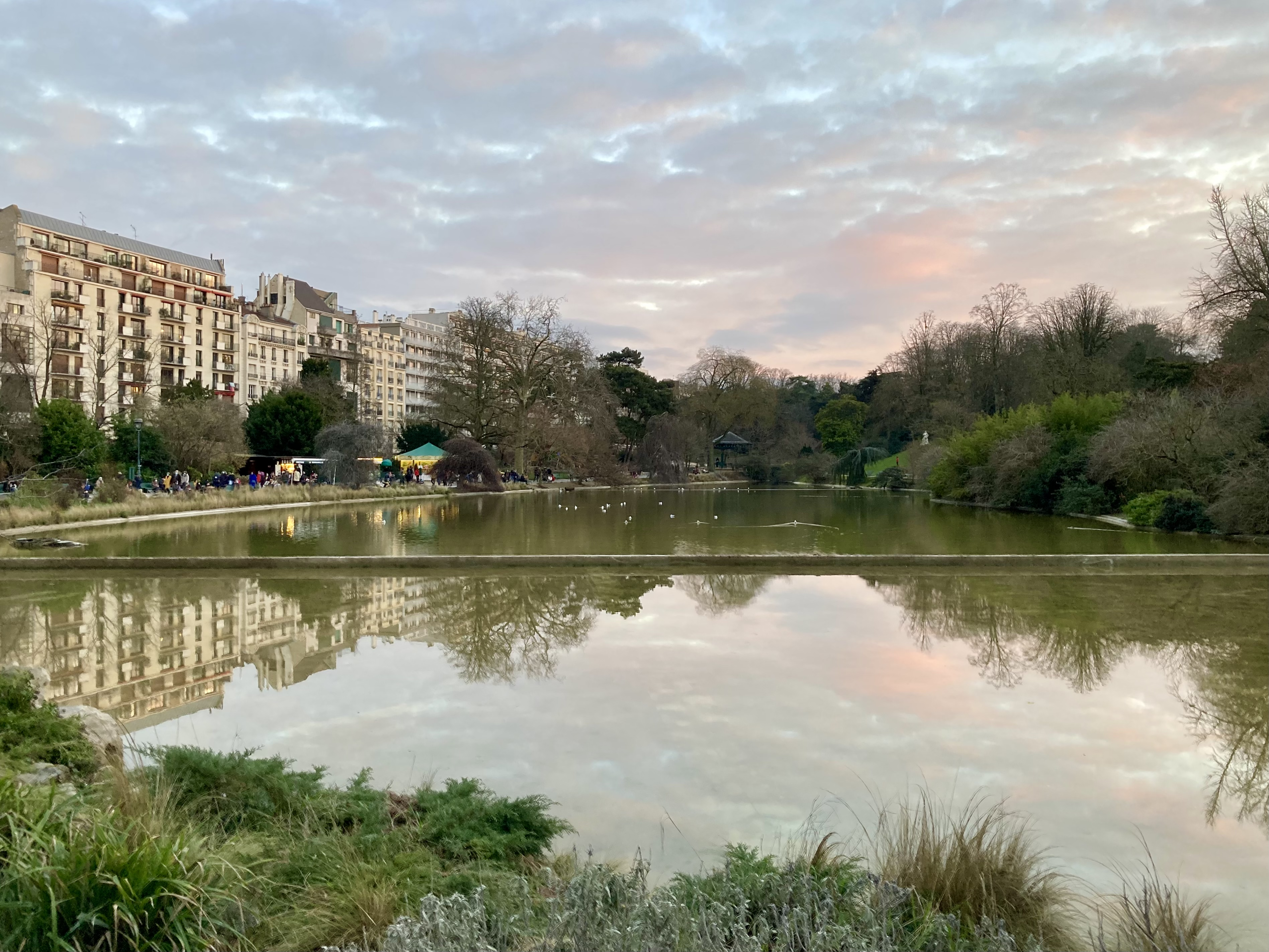
Le lac.
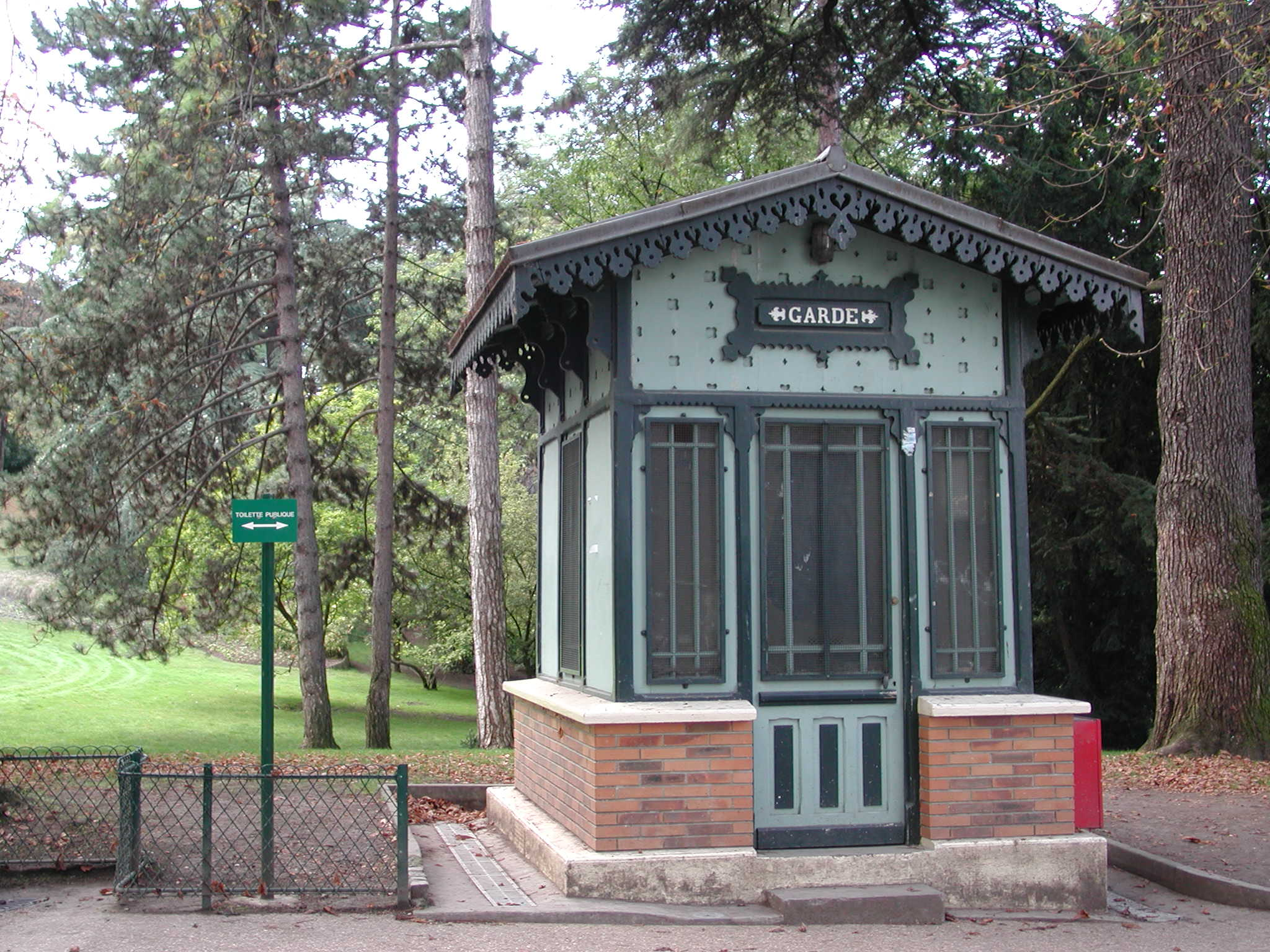
Guérite de garde du parc.
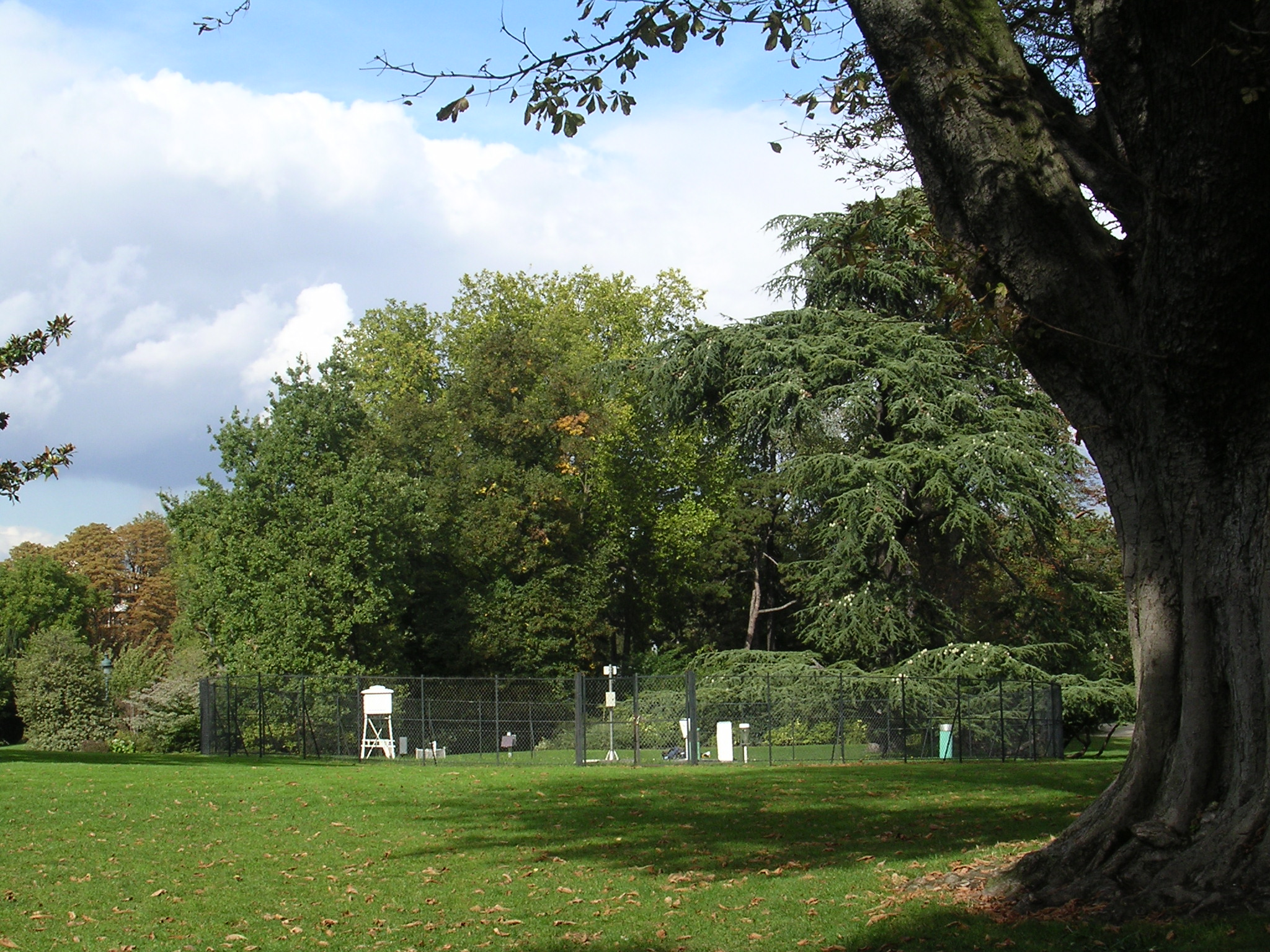
Pelouse et station météo.
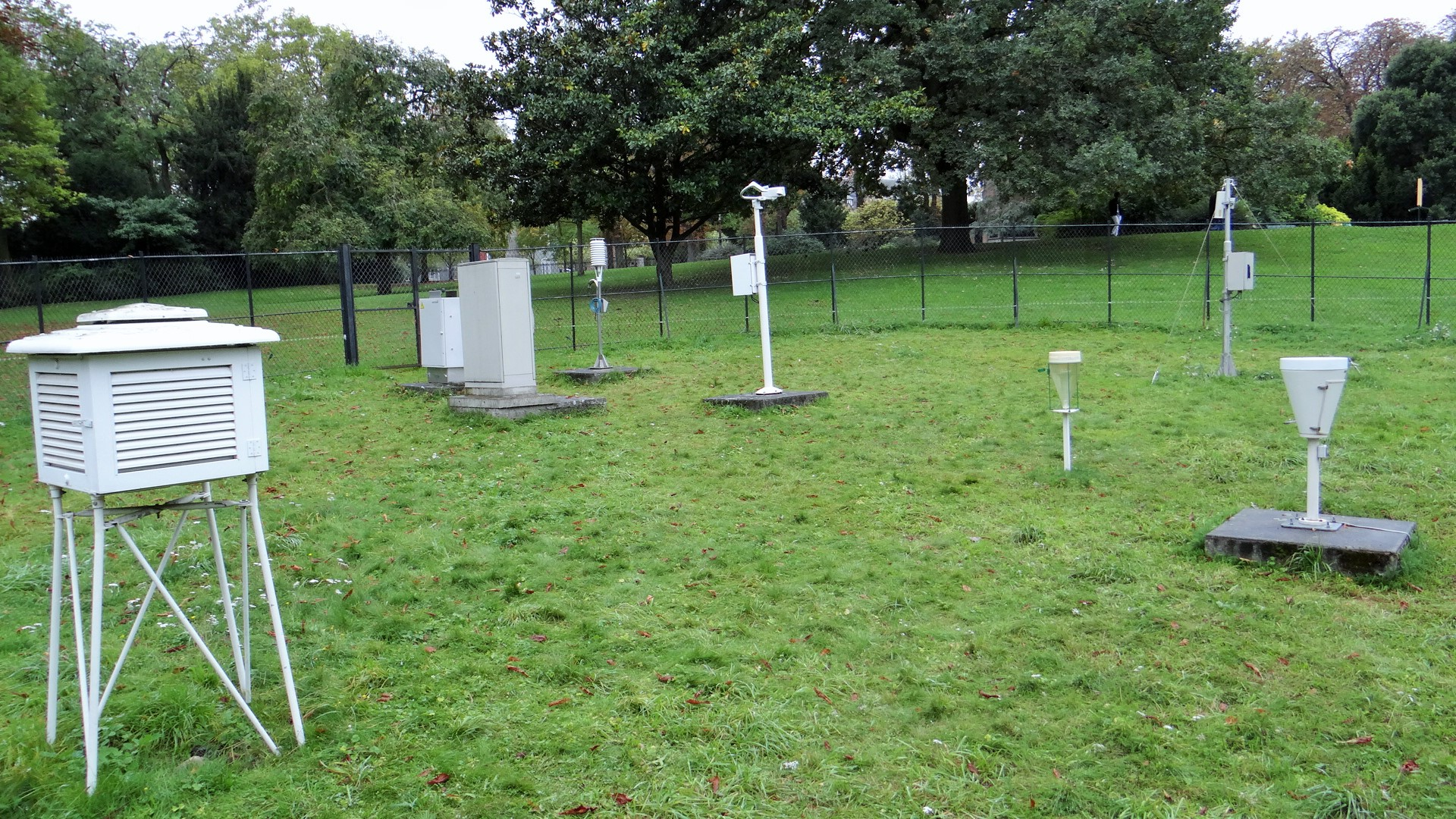
Station météorologique.
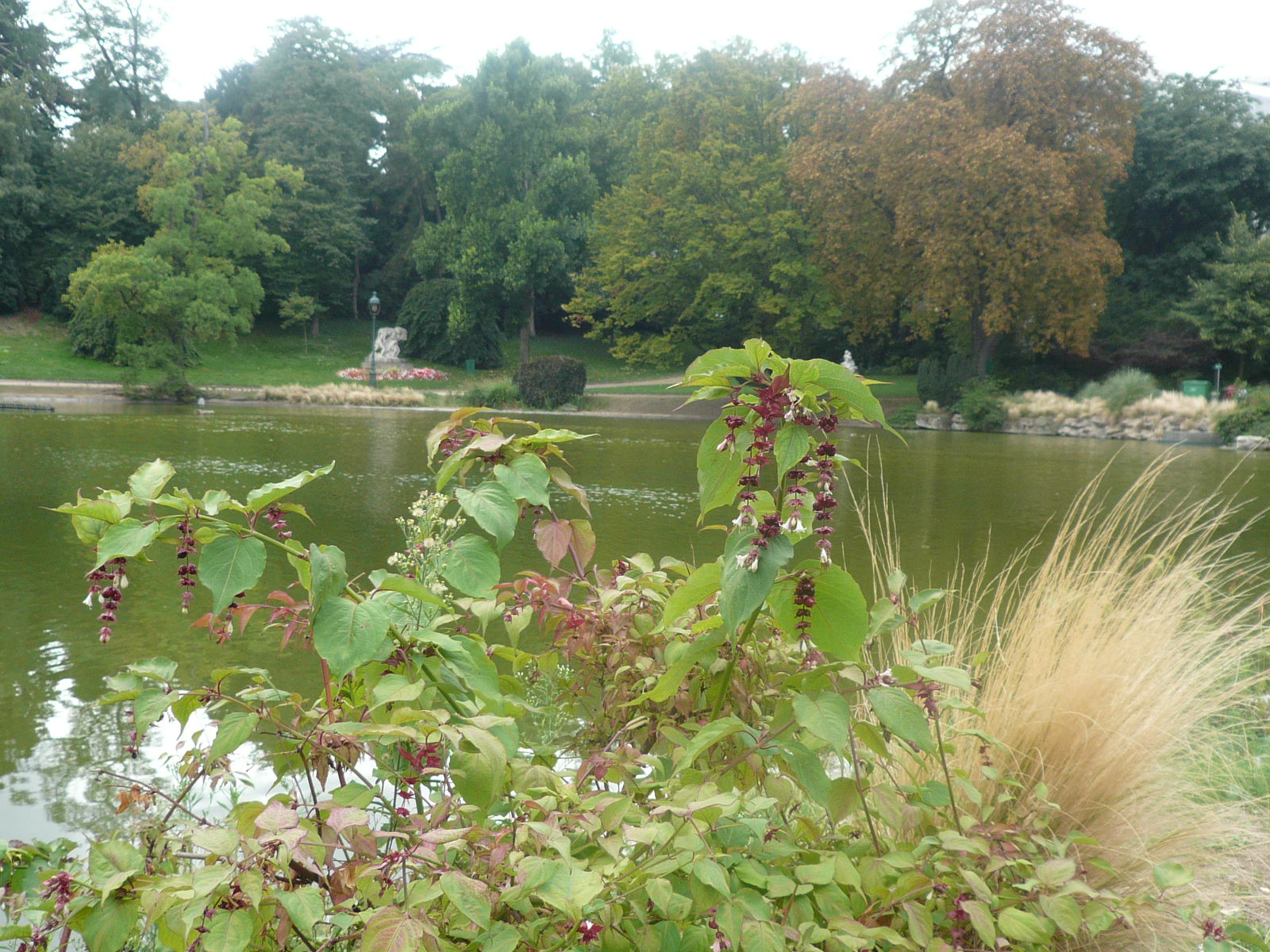
Flore et lac au parc Montsouris.
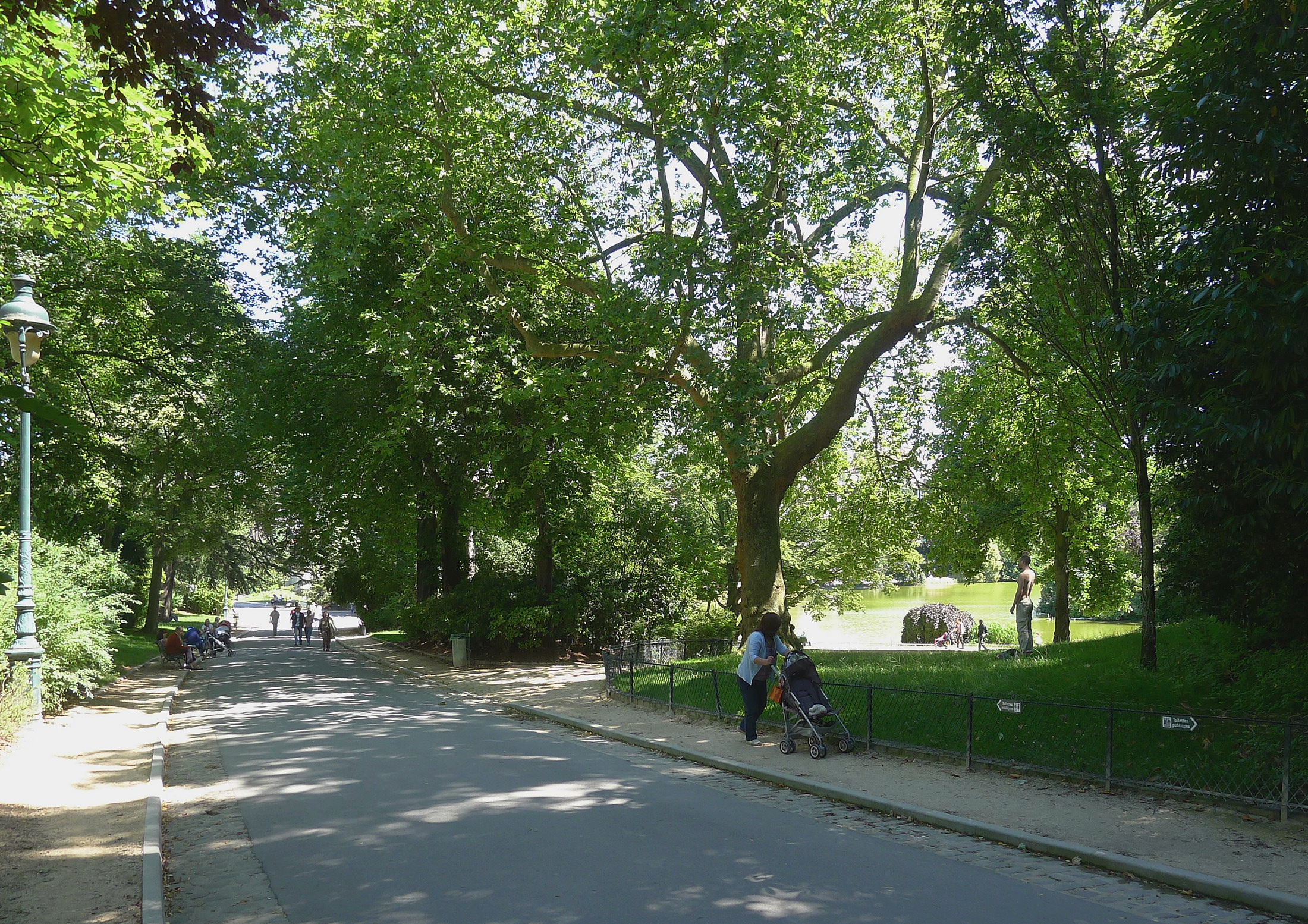
Allée de la Vanne.

### Le parc et l'histoire de France

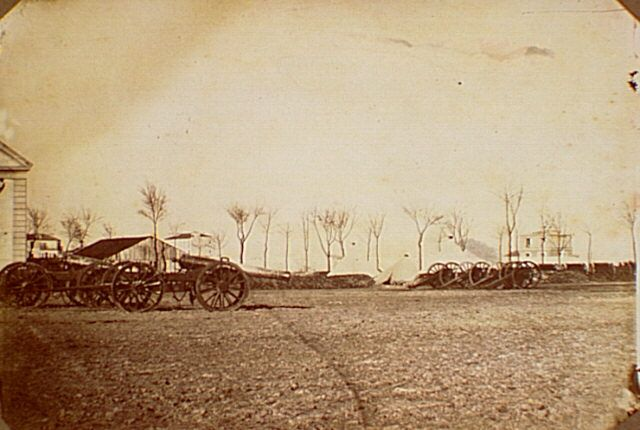
Camp militaire au parc Montsouris en 1871.

- En 1871 lors de la Commune, le parc est le théâtre de combats.
- Le 23 octobre 1897, l'un des acteurs de l'affaire Dreyfus, Ferdinand Walsin Esterhazy, rencontre Maximilian von Schwartzkoppen pour la dernière fois. Un peu plus tard, au parc Montsouris, il a une entrevue secrète avec Armand du Paty de Clam, déguisé, qui l'assure de sa protection.
- La Seconde Guerre mondiale y fait au moins une victime : le soldat Pierre Durand y meurt, victime d'une bombe (une stèle commémore ce fait à proximité du lac).

## Bâtiments et constructions remarquables

Plan du parc Montsouris.

### Kiosque
Construit pour l’Exposition internationale d'Électricité de 1881, le kiosque est remonté dans le parc en 1884. D’abord prévu pour abriter les promeneurs, il est transformé en kiosque à musique en 1884.

### Palais du Bardo, observatoire météorologique

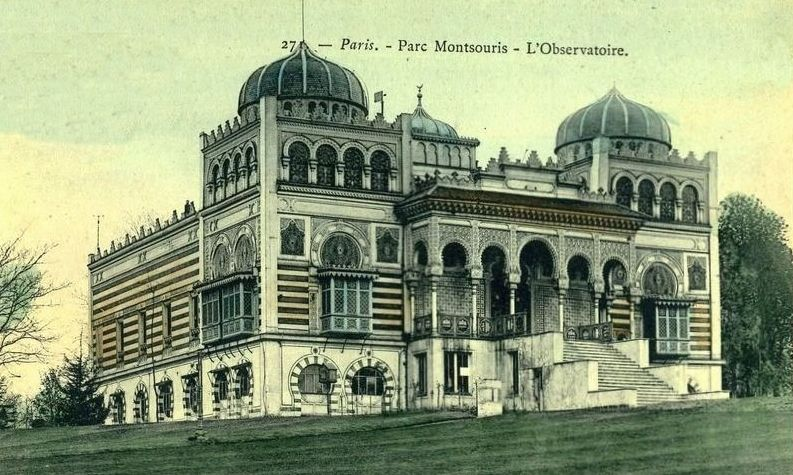
Carte postale représentant le palais du Bardo.

Cet édifice reproduisait à une échelle réduite une partie de la résidence d'été du bey de Tunis. Il fut conçu par l'architecte Alfred Chapon pour représenter la Tunisie à l'Exposition universelle de 1867. Racheté à Jules de Lesseps pour 150 000 francs par la Ville de Paris en 1868, il fut remonté par Davioud en 1869 dans la partie sud du parc. Les ouvriers tunisiens mirent quatre mois pour l'installer au point le plus haut du parc.
Prévu à l'origine pour servir de logement au personnel de l'Observatoire chargé de l'étude et du climat parisien, il eut à souffrir du siège de Paris en 1870 puis de la Commune en 1871.
Après restauration on le transforma pour en faire un observatoire météorologique dirigé jusqu'en 1886 par Marié-Davy. Puis il fut doté d'un service consacré à l'étude des eaux et des cimetières de Paris et de la plaine de Gennevilliers, irriguée par les égouts. À partir de 1893, il abrita également un service des analyses chimiques et bactériologiques de l'air de la capitale.
En 1974, il fut définitivement évacué et laissé à l'abandon.
Se dégradant rapidement, et nécessitant une restauration, il fut racheté pour une somme symbolique par le gouvernement tunisien qui se chargea de le rénover. Il était aussi inscrit à l’inventaire des monuments historiques et était en cours de réhabilitation. La mairie de Paris venait d’affecter 15 millions de francs pour restaurer ce monument original quand il brûla entièrement le 5 mars 1991.
Il apparaît dans le film Cléo de 5 à 7 (1962) d'Agnès Varda et dans More (1969) de Barbet Schroeder.

### Colonne de la Paix Armée
Conçue pour orner la colonne du square d’Anvers, Jules Coutan réalisa cette statue en 1888. Déposée en 1968, elle est réinstallée au parc Montsouris en 1984.

### Vestiges de l'observatoire de la Marine puis du Bureau des longitudes
En 1875, le capitaine de vaisseau Mouchez, membre du Bureau des longitudes depuis 1873, fait approuver son projet d'un observatoire chargé de compléter les connaissances astronomiques des officiers issus de l'École navale. Le projet est appuyé par Hervé Faye (1814-1902), président du Bureau des longitudes, plusieurs institutions et ministères, la Marine, l'Instruction publique, le département de la Guerre, et surtout la Ville de Paris, qui assurera pratiquement à elle seule le fonctionnement de l'observatoire, quand, en 1900, la Marine se désengagera du fonctionnement de cet observatoire.
Entre 1875 et 1910, l'observatoire est dirigé essentiellement par des officiers de Marine ayant tous évolué dans le cercle des amis proches de Mouchez. Ce dernier sera devenu entre-temps, en 1878, le premier marin directeur de l'Observatoire de Paris.
Les directeurs seront successivement Mouchez, son ancien second, Frédéric Turquet de Beauregard, l'amiral Charles de Poidloué, l'amiral Georges-Ernest Fleuriais, le capitaine de vaisseau Octave de Bernardières (qui prendra ensuite le commandement de l'École navale à Brest), le capitaine Émile Boistel, puis le commandant Émile Guyou. Quelques intérims seront assurés par des membres du Bureau des longitudes et de l'Observatoire, tels Félix Tisserand ou Maurice Lœwy.
L'observatoire voit passer un public plus large que les officiers de Marine : des voyageurs et explorateurs (dont le lieutenant de vaisseau Matha, de la première expédition Charcot de 1904-1905), la mission saharienne Flatters, le docteur Jules Crevaux, explorateur de l'Amazonie ; le futur directeur de l'observatoire de Tōkyō, nombre d'officiers de l'infanterie, des ingénieurs français et étrangers, des étudiants, venus s'entraîner aux observations astronomiques, régler et utiliser des instruments astronomiques (cercles méridiens, instruments nautiques).
À l'observatoire de Montsouris, des essais seront faits sur des pendules et chronomètres utilisant un tout nouvel alliage à dilatation presque nulle, l'Invar.
Après 1905, l'observatoire vit comme il peut avec peu de subventions. Il devient un lieu de stockage des archives du Bureau des longitudes.
En 1983, l'Association française d'astronomie (AFA) et sa revue Ciel et espace s'installent dans les locaux de l'observatoire abandonné depuis plusieurs années.
Aujourd'hui, les publications de l'Observatoire de Montsouris sont numérisées sur la bibliothèque numérique de l'Observatoire de Paris.

### Station météorologique
En 1872 fut fondé l'observatoire météorologique de Montsouris par Charles Sainte-Claire Deville et Émilien Renou. C’est la plus ancienne station météorologique de France.
En 1896, l'observatoire de la tour Saint-Jacques lui fut affecté. En 1947, une tour de relevé a été construite.
Cette station enregistre sans interruption les paramètres météorologiques depuis avril 1872, ce qui constitue l'une des plus anciennes bases de données complètes disponibles en France sur le climat. Elle a été reconnue « Station d'observation centenaire » par l'Organisation météorologique mondiale. En 2022 seules sept stations ont ce statut en France, et celle de Montsouris a la plus longue série de mesures.
Depuis l'abandon du palais Bardo, des locaux ont été construits et mis à la disposition du personnel en 1973. Depuis 2011, le personnel de ce centre moderne, qui réalisait la prévision pour Paris et la petite couronne, a déménagé au nouveau siège de Saint-Mandé. Les capteurs, qui font la particularité du site de Montsouris, restent cependant sur place, leurs données sont recueillies par transmission régulière toutes les 6 minutes.

#### Climat
Le parc abrite, depuis 1873, l'une des stations de relevés météorologiques d'Île-de-France et la principale de Paris. Paris-Montsouris a un climat de type Cfb (océanique) avec comme record de chaleur 42,6 °C le 25 juillet 2019 et comme record de froid −23,9 °C le 10 décembre 1879. La température moyenne annuelle (1971-2000) est de 12,1 °C.
| Mois                                            | jan.            | fév.           | mars                    | avril          | mai                      | juin           | jui.           | août           | sep.           | oct.                       | nov.            | déc.             | année            |
| ----------------------------------------------- | --------------- | -------------- | ----------------------- | -------------- | ------------------------ | -------------- | -------------- | -------------- | -------------- | -------------------------- | --------------- | ---------------- | ---------------- |
| Température minimale moyenne (°C)               | 2,5             | 2,8            | 5,1                     | 6,8            | 10,5                     | 13,3           | 15,5           | 15,4           | 12,5           | 9,2                        | 5,3             | 3,6              | 8,6              |
| Température moyenne (°C)                        | 4,7             | 5,5            | 8,4                     | 10,8           | 14,8                     | 17,6           | 20             | 20             | 16,7           | 12,6                       | 7,9             | 5,7              | 12,1             |
| Température maximale moyenne (°C)               | 6,9             | 8,2            | 11,8                    | 14,7           | 19                       | 21,8           | 24,4           | 24,6           | 20,8           | 15,8                       | 10,4            | 7,8              | 15,5             |
| Record de froid (°C) date du record             | −14,6 23/1/1940 | −14,7 2/2/1956 | −9,1 3/3/1890           | −3,5 13/4/1879 | −0,1 7/5/1874            | 3,1 10/6/1881  | 6 3/7/1907     | 6,3 29/8/1881  | 1,8 26/9/1889  | −3,1 27/10/1887 29/10/1890 | −14 28/11/1890  | −23,9 10/12/1879 | −23,9 10/12/1879 |
| Record de chaleur (°C) date du record           | 16,1 5/1/1999   | 21,4 28/2/1960 | 25,7 25/3/1955          | 30,2 18/4/1949 | 34,8 24/5/1922 29/5/1944 | 37,6 26/6/1947 | 42,6 25/7/2019 | 39,5 11/8/2003 | 36,2 7/9/1895  | 28,4 6/10/1921             | 21 2/11/1899    | 17,1 16/12/1989  | 42,6 25/7/2019   |
| Nombre de jours avec gel                        | 7,5             | 6,5            | 1,57                    | 0,23           | 0                        | 0              | 0              | 0              | 0              | 0,03                       | 2,63            | 6,17             | 24,63            |
| Ensoleillement (h)                              | 59,4            | 85,6           | 127,8                   | 165,6          | 197,6                    | 200,5          | 227,4          | 230,7          | 174,3          | 125,5                      | 79,8            | 50,6             | 1 724,6          |
| Précipitations (mm)                             | 53,7            | 43,7           | 48,5                    | 53             | 65                       | 54,6           | 63,2           | 43             | 54,7           | 59,7                       | 52              | 58,7             | 649,8            |
| Record de pluie en 24 h (mm) date du record     | 31 21/1/1995    | 35,3 2/2/1941  | 31,3 13/3/1980 7/3/1989 | 29 30/4/1993   | 68,2 31/5/1992           | 57,5 24/6/1960 | 104,2 6/7/2001 | 95,7 24/8/1987 | 40,2 14/9/1942 | 74,1 17/10/1920            | 38,7 20/11/1965 | 44,4 6/12/1904   | 104,2 6/7/2001   |
| Nombre de jours avec précipitations             | 10,2            | 9,33           | 10,4                    | 9,37           | 10,3                     | 8,63           | 7,97           | 6,87           | 8,47           | 9,47                       | 9,73            | 10,7             | 111,43           |
| dont nombre de jours avec précipitations ≥ 5 mm | 3,77            | 2,83           | 3,17                    | 3,6            | 4,57                     | 3,53           | 3,9            | 2,67           | 3,77           | 3,47                       | 3,83            | 4,17             | 43,26            |

### Matérialisations du méridien de Paris

#### La mire du Sud
Le méridien de Paris traverse le parc Montsouris. Une stèle, mire sud du méridien de Paris, matérialise approximativement son emplacement. En effet, la mire servait à calibrer l'alignement nord-sud d'instruments (quart de cercle et lunette méridienne) ; ces instruments n'étaient pas placés exactement sur le méridien mais installés dans l'aile est de l'Observatoire de Paris. Par conséquent, la mire a été installée dans le parc en tenant compte de ce décalage.
Achevée en 1806, cette œuvre de Vaudoyer, haute de quatre mètres, est appelée la « mire du Sud », ou « mire de l'Observatoire », car elle était placée à l'origine dans le jardin de l'Observatoire de Paris. Sur la stèle, désormais classée, on peut lire l'inscription suivante :

« DU REGNE DE… [le nom de Napoléon a été gratté] MIRE DE L'OBSERVATOIRE - MDCCCVI »

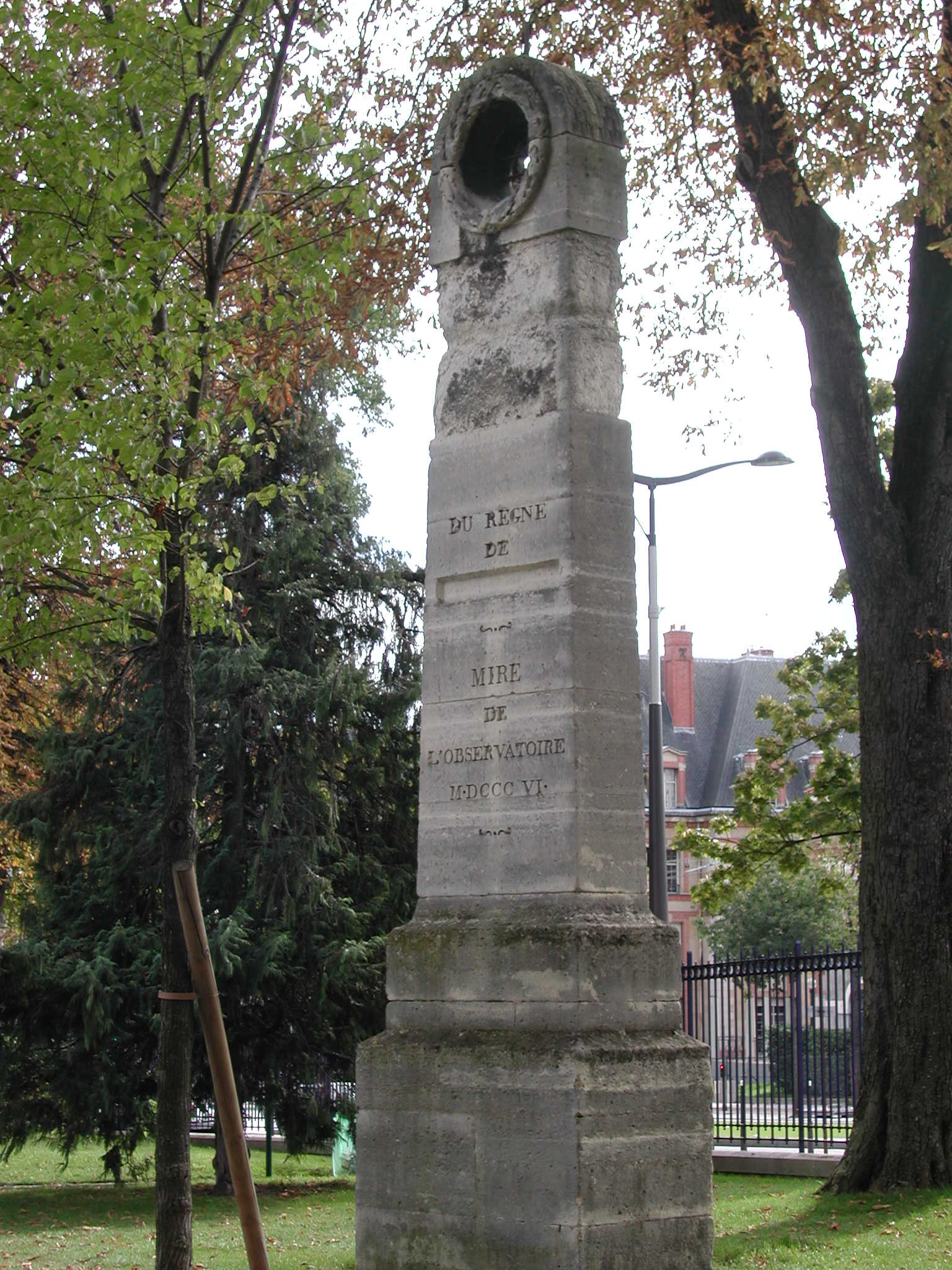
La mire du Sud (du méridien de Paris).
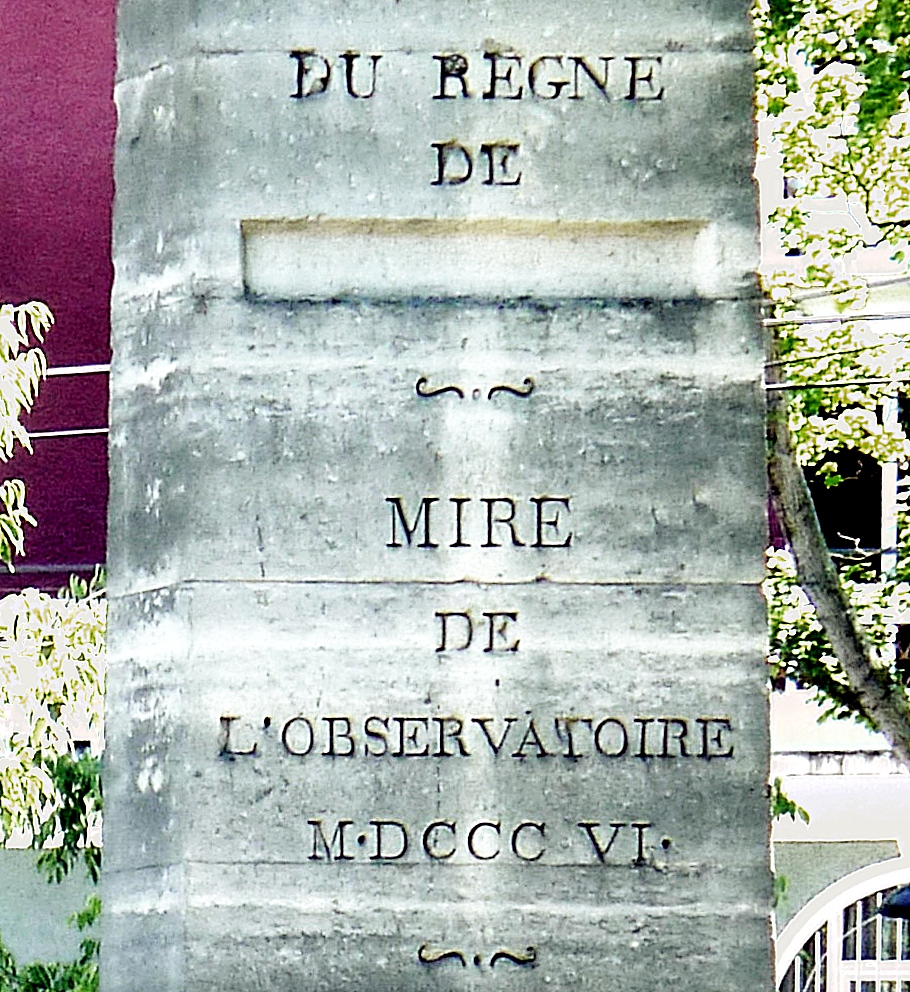
Inscription (détail).

Une mire du Nord est située à Montmartre, dans le parc privé du moulin de la Galette.

#### L'hommage à Arago

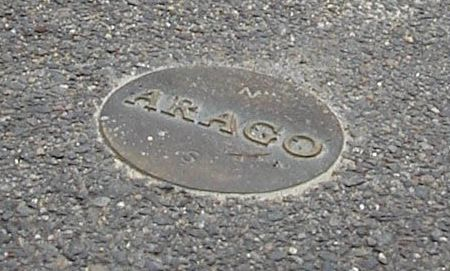
Médaillon de l'Hommage à Arago matérialisant le méridien de Paris, au parc Montsouris.

Pour la célébration du bicentenaire de la naissance de François Arago, Jan Dibbets remporte le concours de l'Hommage à Arago. Entre 1989 et 1994, cent trente-cinq médaillons sont placés le long du méridien de Paris par l'artiste, dont neuf dans le parc entre l'avenue Reille et le boulevard Jourdan.
La ligne du méridien de Paris tracée dans le parc par les médaillons de l'Hommage à Arago montre que la mire du Sud n'est pas exactement sur cette ligne.

### Le pavillon Montsouris

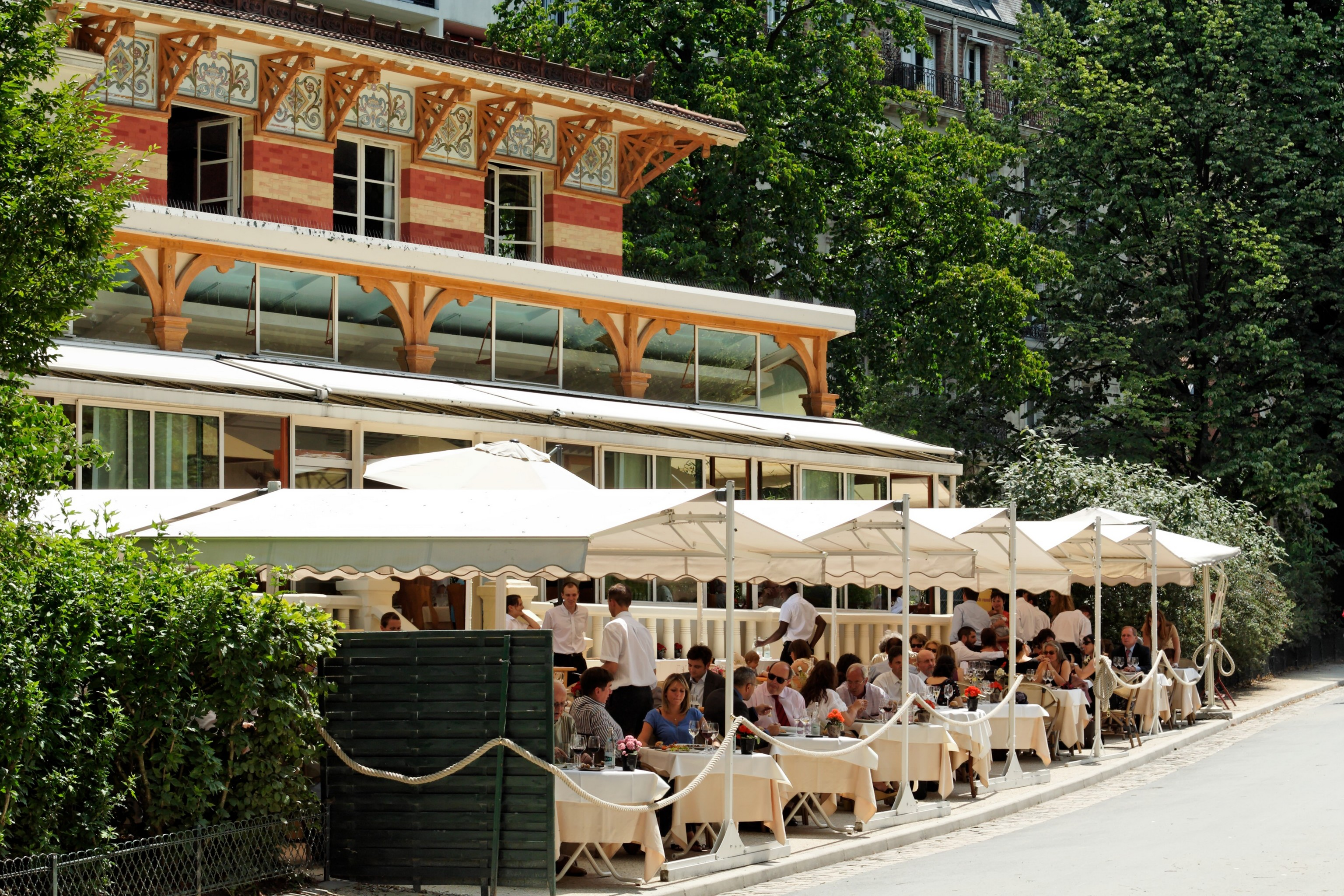
Restaurant Le Pavillon Montsouris.

Ce restaurant, créé en 1889 sous la dénomination Pavillon du Lac, habillé d'une verrière en 1930, a reçu de prestigieux clients tels que Lénine et Trotsky, Beauvoir et Sartre, Jouvet et Carné, etc..

### Gare de Cité universitaire

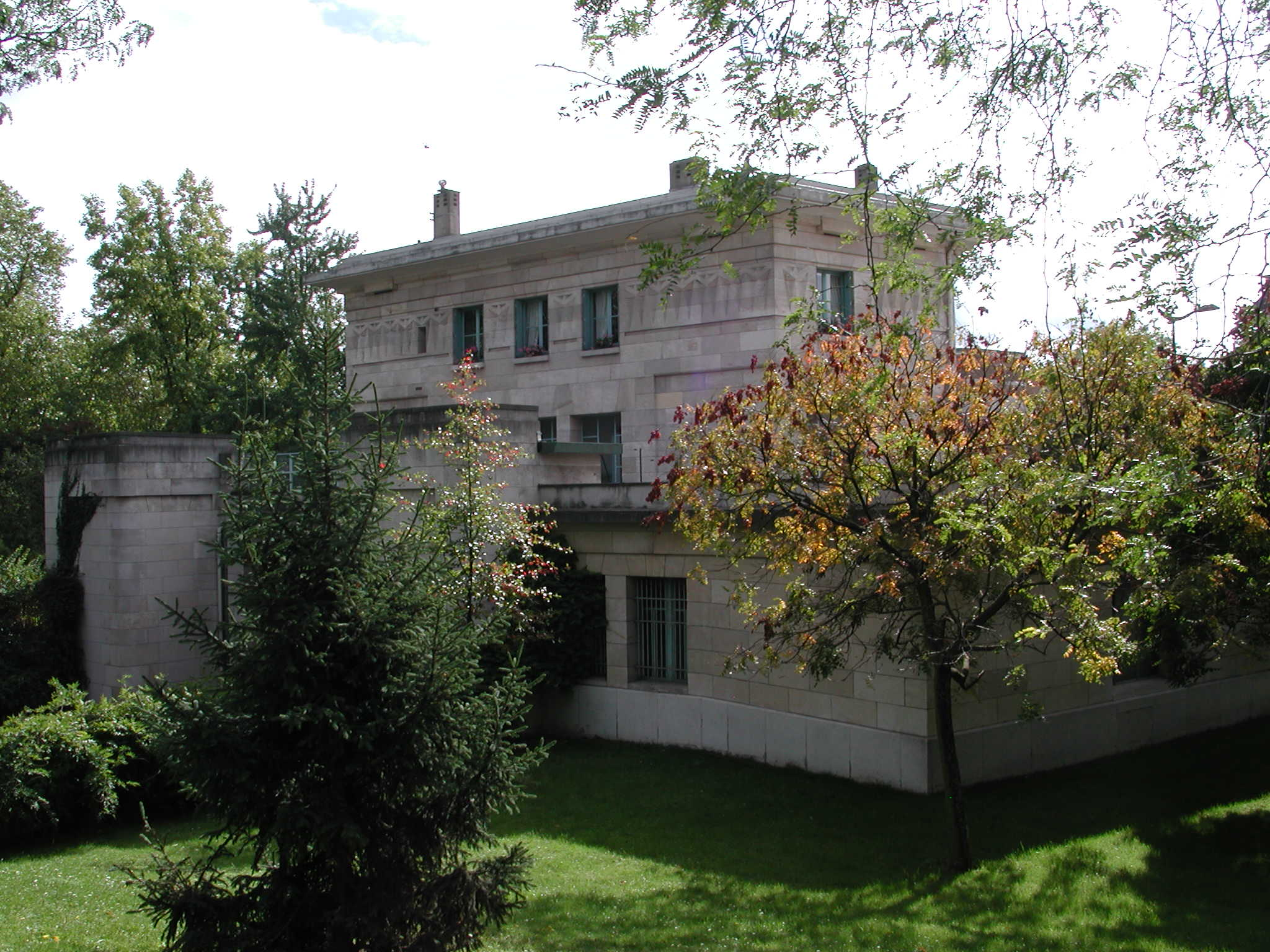
Gare de Cité universitaire, vue du parc.

La ligne B du RER traverse le parc Montsouris. La gare de Cité universitaire, construite en 1930, a remplacé l'ancienne station de Sceaux-Ceinture ouverte le 16 juillet 1867. Son accès se fait exclusivement par le boulevard Jourdan.
La traversée du parc par la ligne se fait pour partie en remblai, pour partie en tranchée à ciel ouvert. Deux ponts permettent aux piétons de passer d'une partie du parc à l'autre.
Depuis 2006, la gare est également desservie par la station Cité Universitaire de la ligne de tramway T3a.

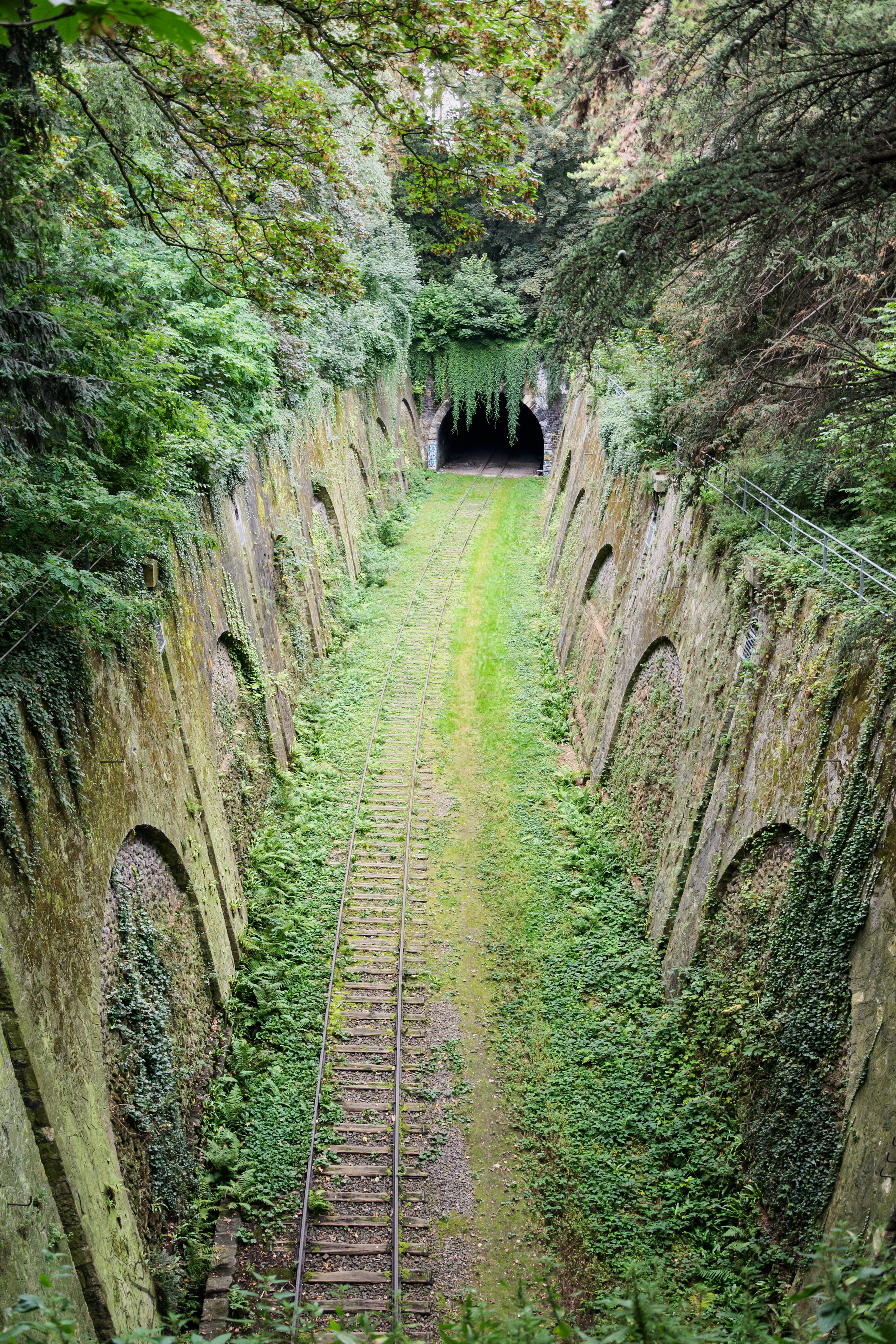
Tranchée et entrée du tunnel.

### Ligne de Petite Ceinture
La ligne de Petite Ceinture, voie de chemin de fer, fermée au service régulier des trains de voyageurs depuis 1934, passe par le parc Montsouris. C'est d'abord une tranchée de 150 mètres qui sort du tunnel passant sous la rue Gazan. Puis la voie emprunte un tunnel d'un kilomètre est-ouest qui passe sous le parc.
Longtemps restée ouverte au trafic régulier des marchandises (desserte des entrepôts des Gobelins et des abattoirs de Vaugirard notamment, ainsi qu'au transit de trains d'autos des usines Citroën de Javel vers le sud-est et le sud-ouest, ainsi qu'occasionnellement aux trains spéciaux (COPEF notamment) jusqu'en 1993. En 2017, bien que de fait interrompue (avenue de France notamment), elle n'a jamais été déclassée.
La gare Parc de Montsouris se situait en bordure est de la rue de l'Amiral-Mouchez, et a été détruite lors de l'urbanisation de la partie ouest de la gare de la Glacière-Gentilly, au début des années 1980.

## Lieux et observations remarquables
Ce parc calme et ombragé qui possède de nombreuses essences d'arbres, est aussi le refuge de plusieurs espèces d'oiseaux. Il est traversé par le sentier de grande randonnée GR1.

### Arbres remarquables

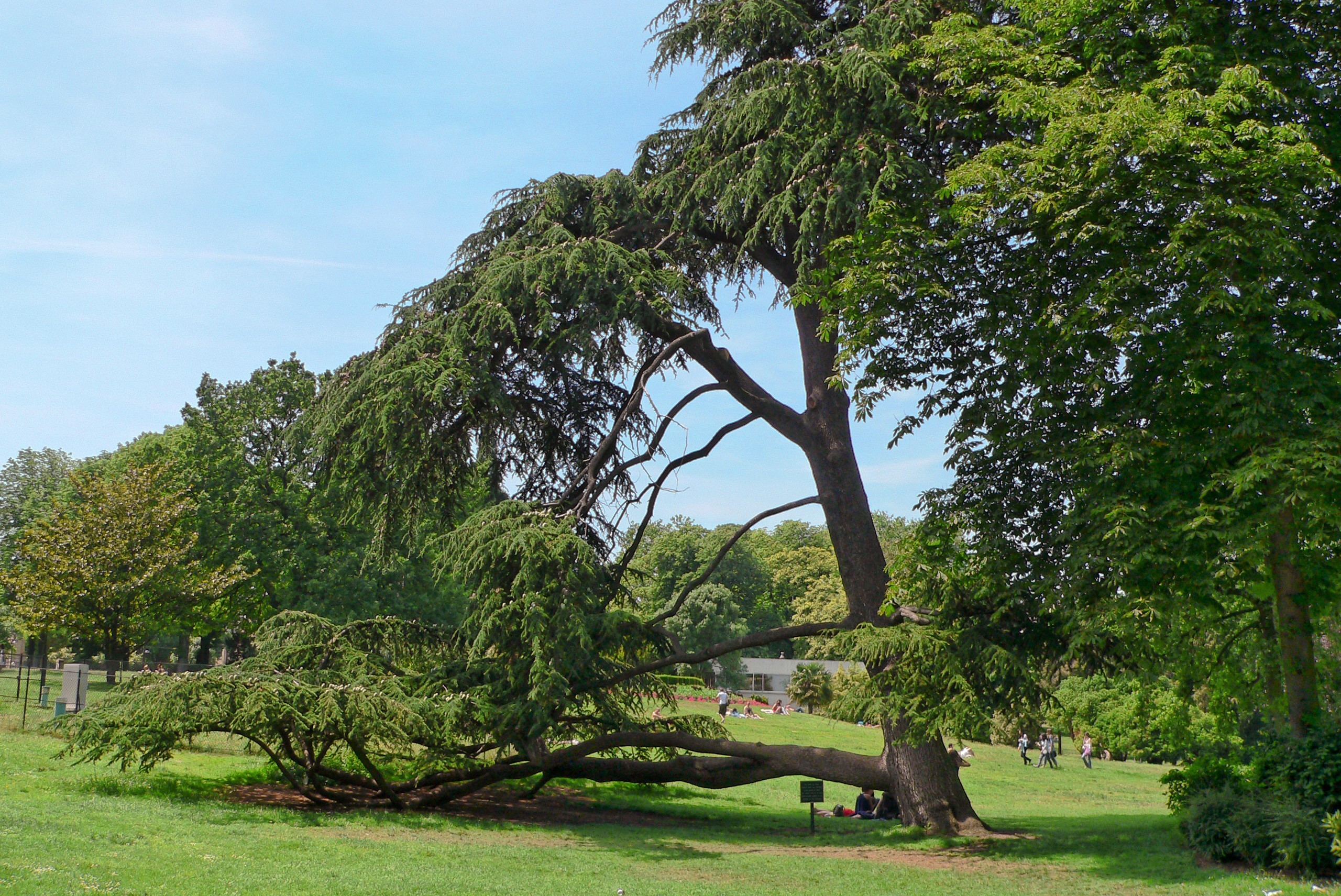
Cèdre du Liban.

Plus de 1 400 arbres sont plantés ici, dont la plupart centenaires. On peut y admirer notamment :
- le parasol chinois dont les feuilles ressemblent à celles des érables. C'est un arbre rare, il se trouve près de l'esplanade du pavillon Bardo ;
- un Sequoia sempervirens ;
- à l'entrée nord du parc, un plaqueminier (qui donne un fruit appelé kaki), arbre exotique dont les feuilles se parent d'une couleur lie-de-vin à l'automne ;
- noyer de Chine
- un Quercus macrocarpa ;

- des Quercus variabilis.

Autour du plan d'eau :
- tulipier de Virginie ;
- cèdre du Liban (Cedrus libani) ;

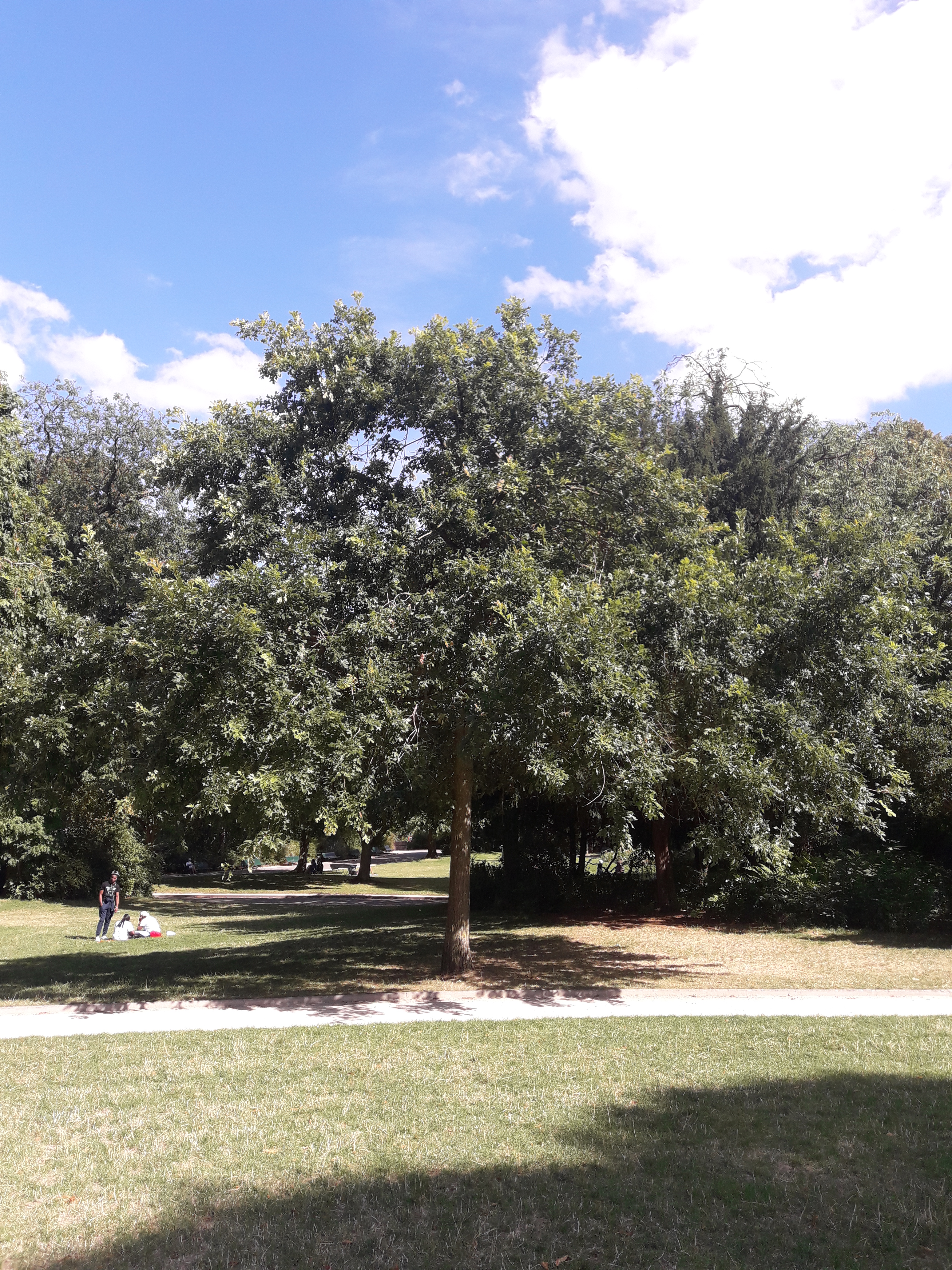
Quercus macrocarpa.

- hêtre tortillard, deux exemplaires sur la rive longeant la rue Gazan.

### Oiseaux
- Bernache du Canada
- Bernache nonnette
- Canard colvert
- Corneille noire
- Cygne
- Gobe-mouche
- Héron cendré
- Mésange huppée
- Oie empereur
- Oie à tête barrée
- Perruche à collier
- Poule d'eau
- Troglodyte mignon

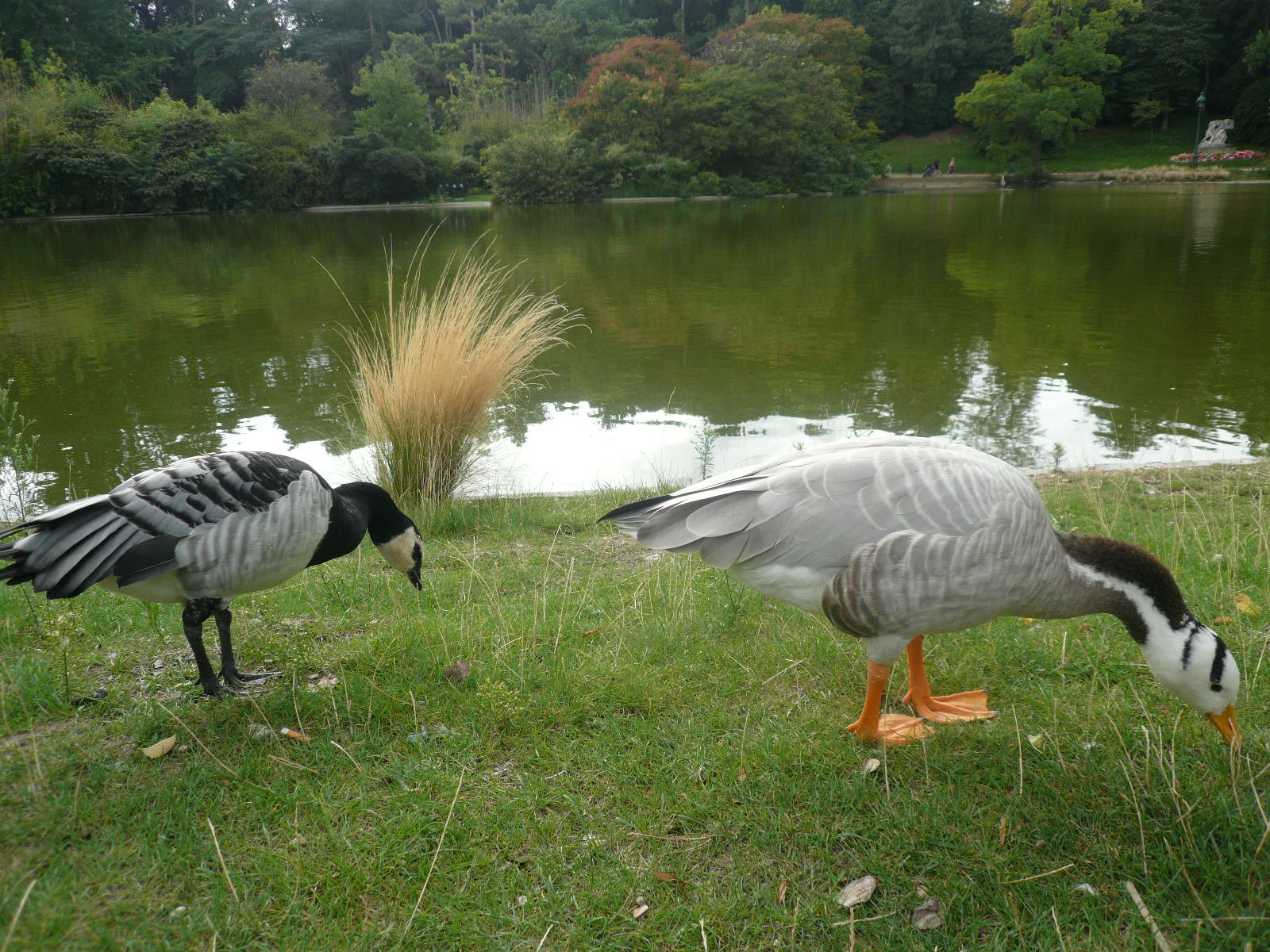
Bernache nonnette et oie à tête barrée.
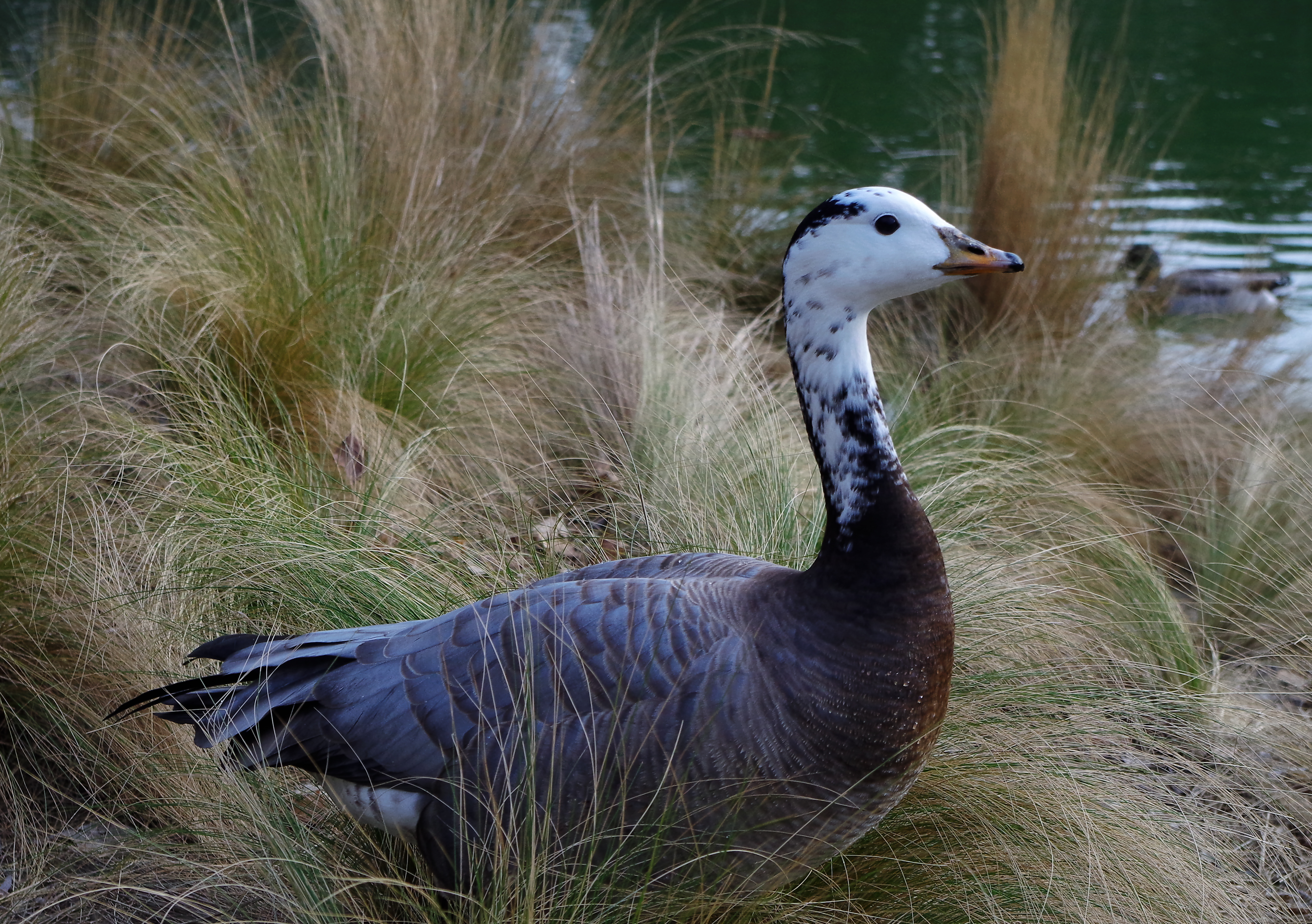
Oie à tête barrée.
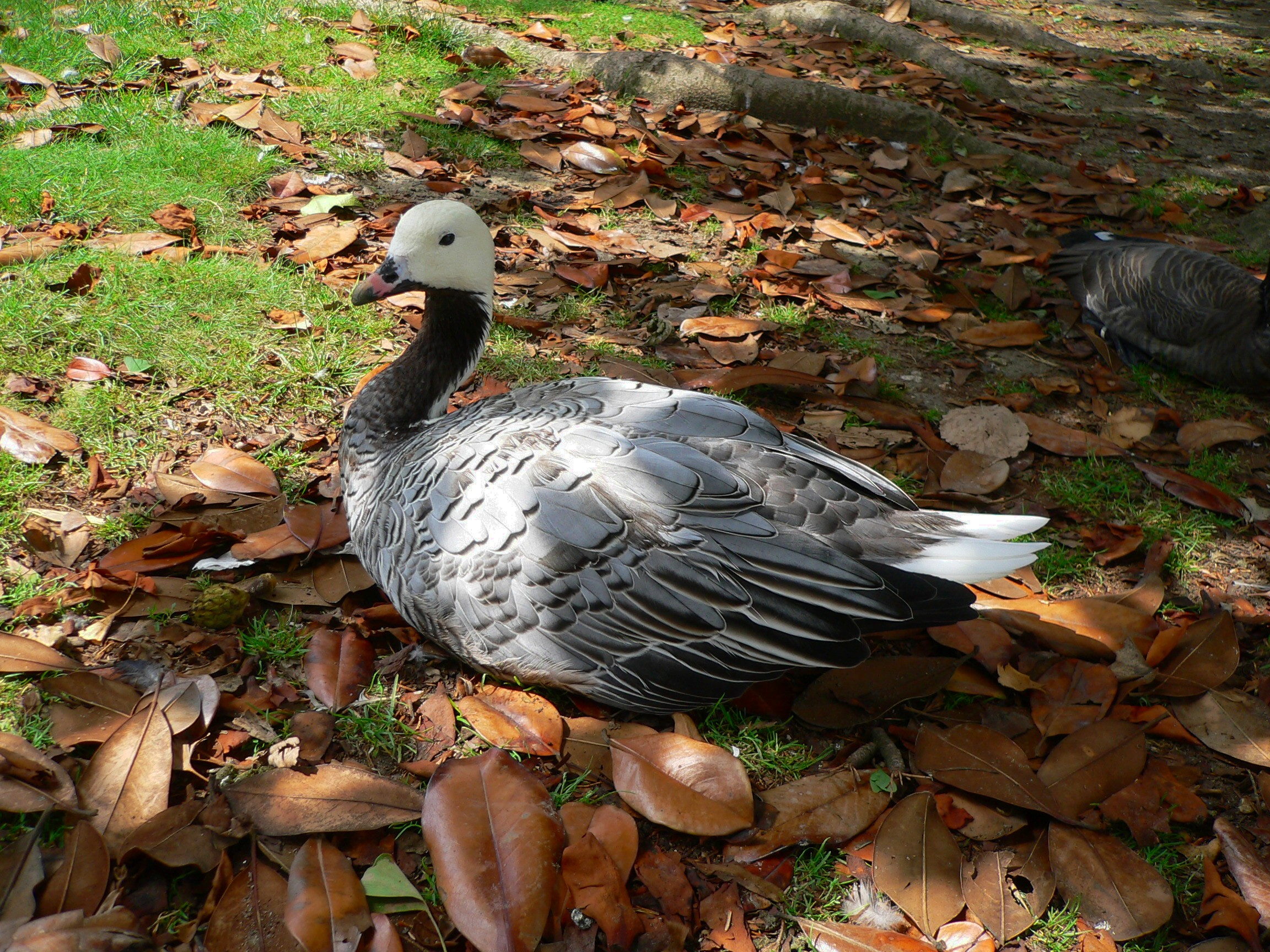
Oie empereur.
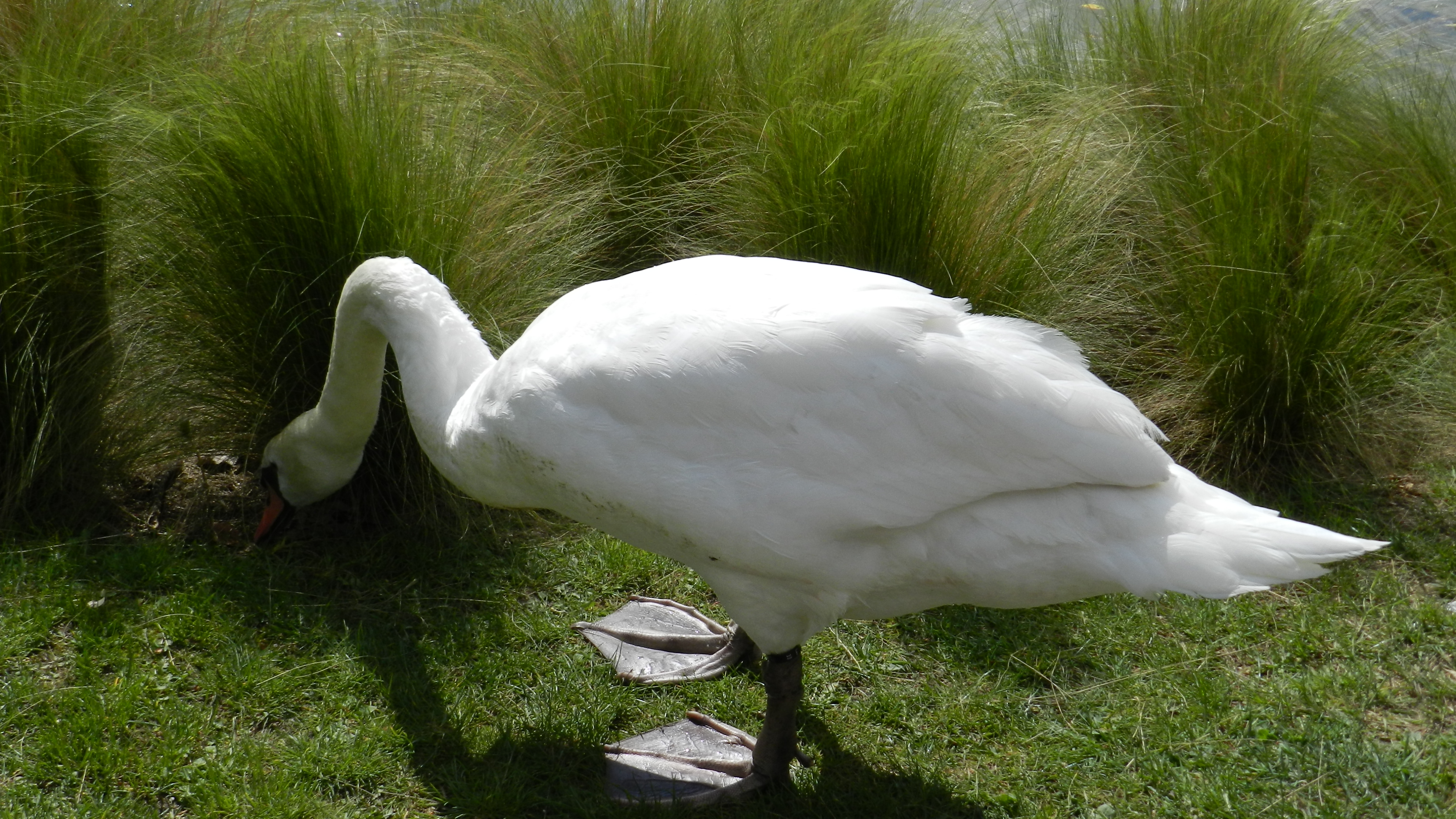
Cygne tuberculé.
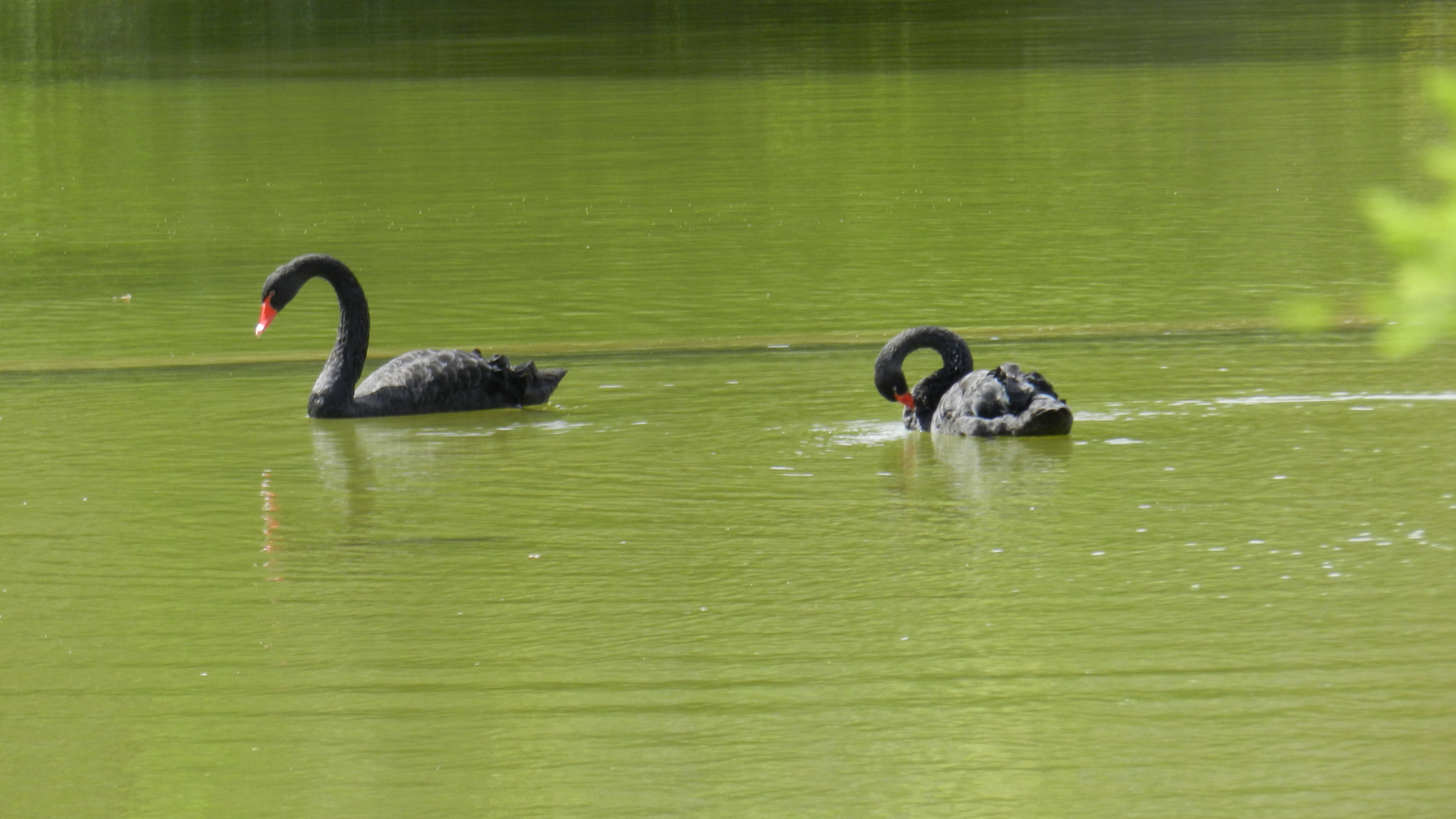
Cygnes noirs.
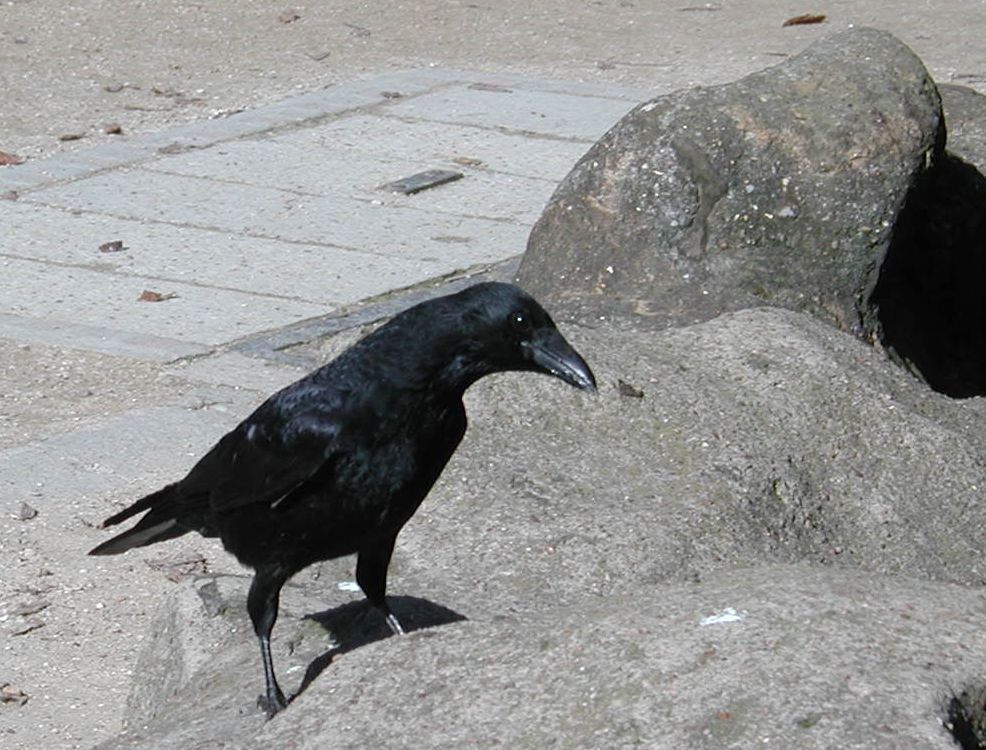
Corneille noire.

### Autres animaux
- Tortue aquatique
- Crocodile : une maquette en bois, grandeur nature, orne l’îlot du lac
- Renard[24]
- Épervier[24]
- Faucon[24]
- Pipistrelle[24]

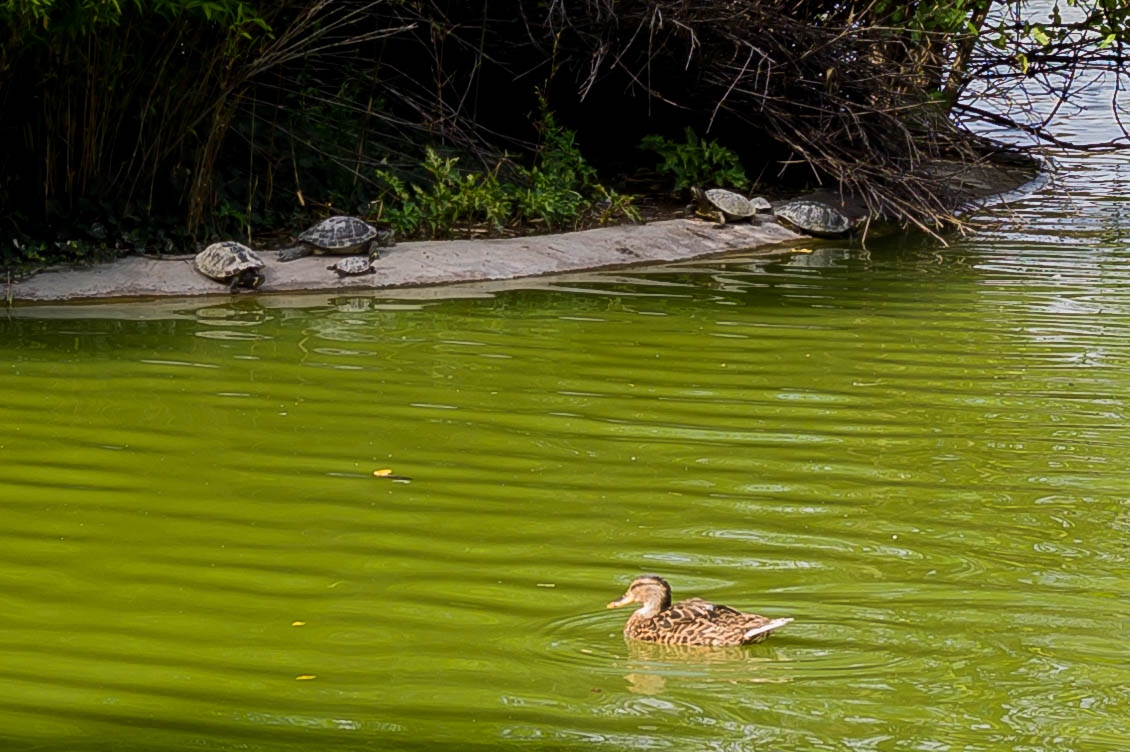
Tortues du parc Montsouris.

### Statuaire
De nombreuses sculptures réalisées entre 1878 et 1960 ornent le parc : œuvres d'Étex, de Lipsi, de Desca, Valsenis, etc.

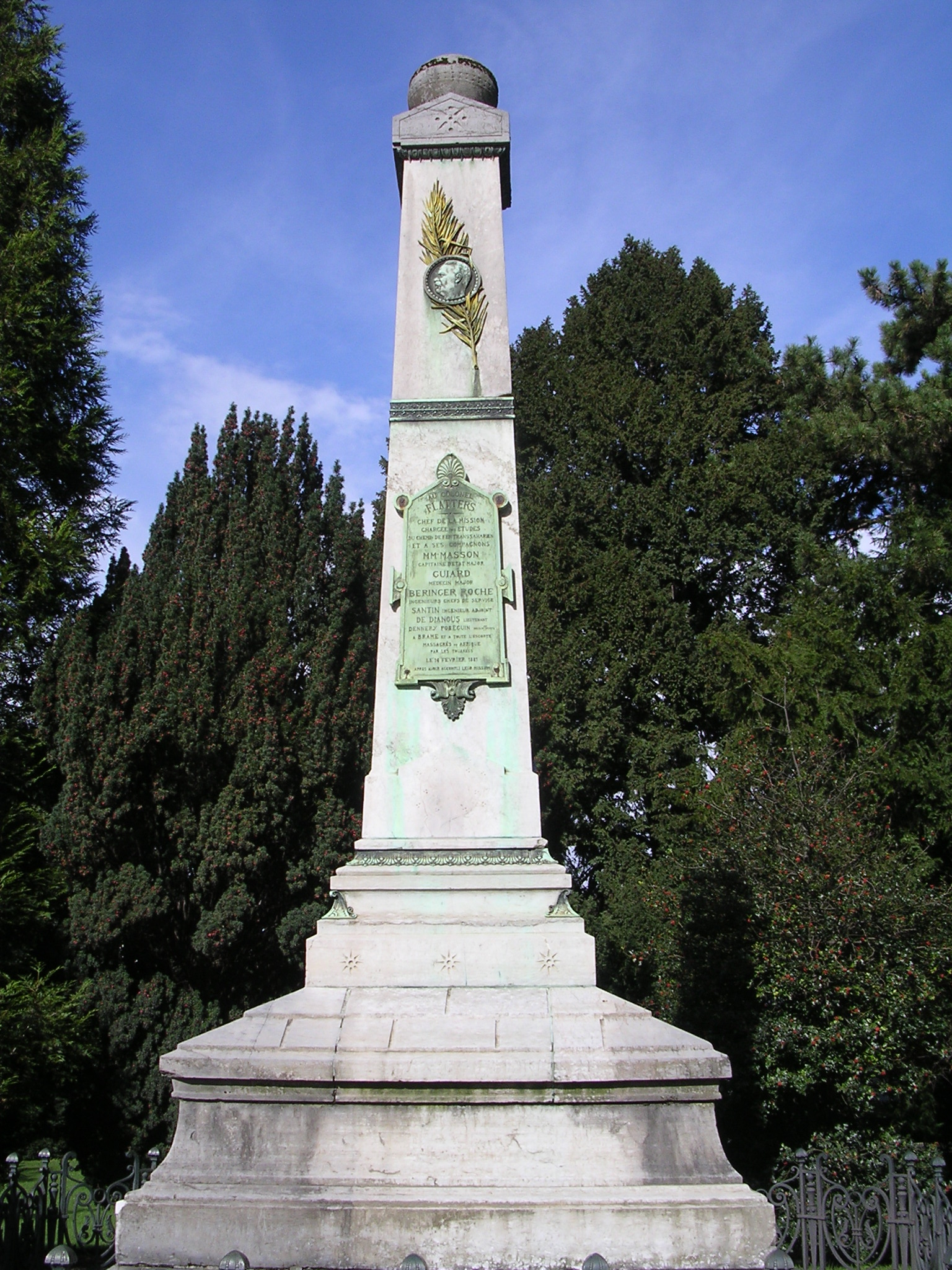
Monument à la mémoire de la mission Flatters.
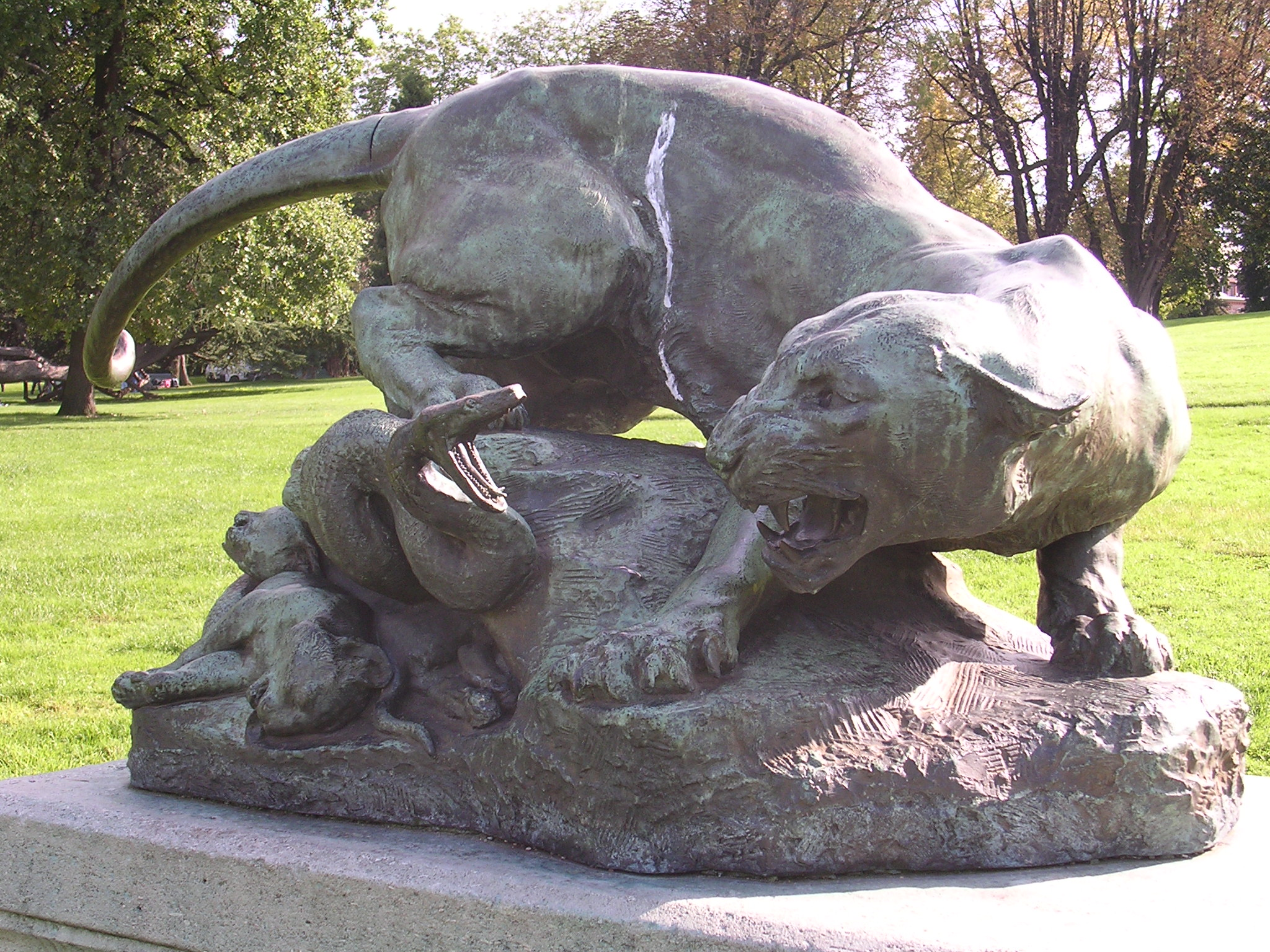
Drame au désert, par Georges Gardet (1891).
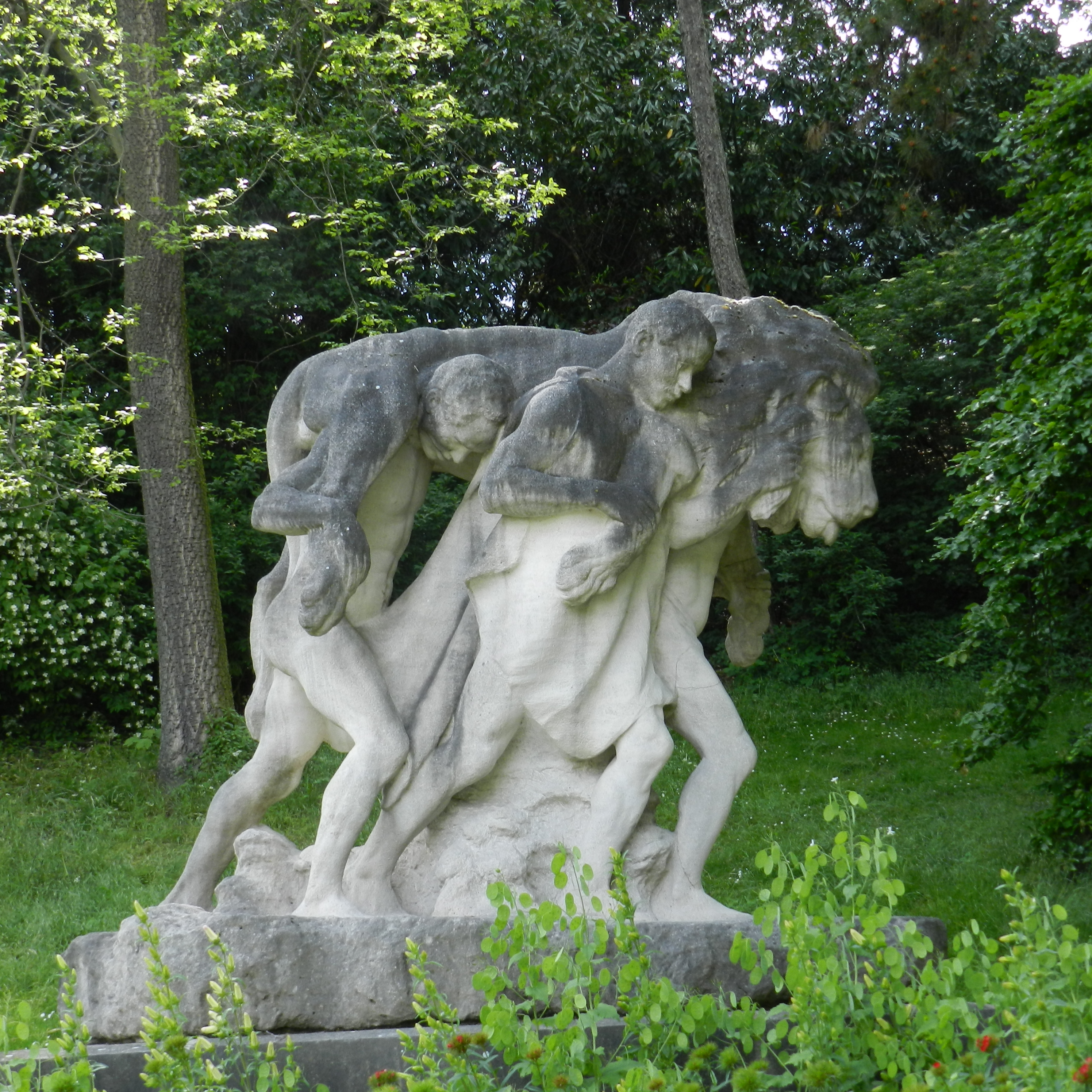
La Mort du lion, par Edmond Desca.
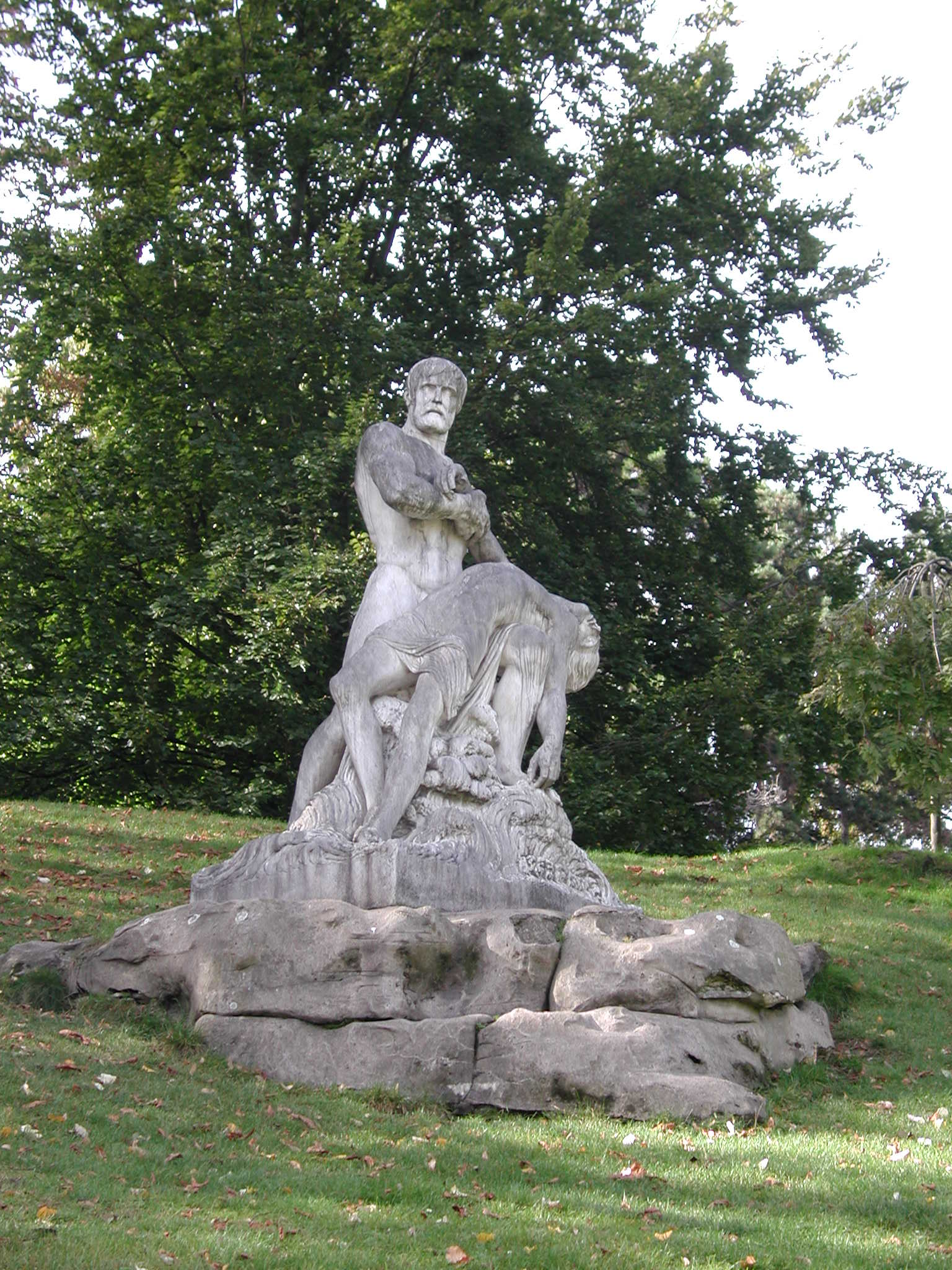
Les Naufragés, marbre par Antoine Étex (1859).

### Candélabre
L’éclairage électrique du parc est installé en 1904. Les candélabres actuels, en fonte équipés de luminaires « lyre » sont de 1907.

## Le parc dans les arts

### Cinéma
De nombreux films ont une ou plusieurs scènes se déroulant dans le parc Montsouris. Par exemple :
- Le silence est d'or, de René Clair (1947) ;
- Cléo de 5 à 7, d'Agnès Varda (1962) ;
- More, de Barbet Schroeder (1969) ;
- Dernier Domicile connu, de José Giovanni (1970) ;
- Le Garde du corps, de François Leterrier (1984) ;
- Stan the Flasher, de Serge Gainsbourg (1989) ;
- Tristan, de Philippe Harel (2003) ;
- Paris je t'aime, épisode 14e arrondissement, d'Alexander Payne (2006) ;
- Les Olympiades, de Jacques Audiard (2021).

C'est aussi, depuis plusieurs années, pendant le mois d'août, un des sites de projection de la mairie de Paris pour son animation culturelle Cinéma au clair de lune.

### Chanson
En 1988, Jacques Higelin écrit et interprète une chanson intitulée Parc Montsouris, consacrée au parc éponyme, dans l'album Tombé du ciel :
Le parc Montsouris c’est le domaine

Où je promène mes anomalies…

Où j’me décrasse les antennes

Des mesquineries de la vie.
En 2019, la dernière chanson de l'album Les Mômes et les Enfants d'abord ! de Renaud s'intitule Parc Montsouris.

### Littérature
- Le Jardin, poème de Jacques Prévert, in Paroles :

Des milliers et des milliers d'années

Ne sauraient suffire

Pour dire la petite seconde d'éternité

Où tu m'as embrassé

Où je t'ai embrassée

Un matin dans la lumière de l'hiver

Au parc Montsouris à Paris

À Paris

Sur la terre

La terre qui est un astre.
- in Grand bal de printemps, poème de Jacques Prévert :

Paris est tout petit

c’est là sa vraie grandeur

Tout le monde s’y rencontre

les montagnes aussi

Même un jour l’une d’elles

accoucha d’une souris

Alors en son honneur

les jardinier tracèrent

le Parc Montsouris

C’est là sa vraie grandeur

Paris est tout petit.
- Le 2 juillet 1923, le journal littéraire Le Divan fêta son quinzième anniversaire avec un dîner au parc Montsouris, Louis Thomas et son épouse étaient présents et s’y trouvèrent en la compagnie non seulement des auteurs et critiques habituels de la revue, mais également de « vedettes » telles que Henri de Régnier, Edmond Jaloux, Roland Dorgelès, Francis Carco, Jean-Louis Vaudoyer, Henri Ghéon et François Mauriac, pour y écouter les félicitations éloquentes que Paul Valéry, empêché, avait fait parvenir.
- Jaya Ganga, le Gange et son double (Ramsay, 1985 ; Ginkgo éditeur, 2005) par Vijay Singh, écrivain, cinéaste et scénariste indien basé à Paris (né en 1952). L'action commence à Paris, principalement au parc Montsouris. Ce livre a été adapté au cinéma sous le titre Jaya, fille du Gange. Il est sorti en France en 1998.
- Léo Malet, le « père » du détective Nestor Burma : Les Rats de Montsouris ; NMP-14e (23 août 1955)
- L'Histoire d'O y commence…
- Le roman de Robert Brasillach, Le Marchand d'oiseaux, est centré autour du parc Montsouris.
- Le roman de Michel Audiard, La Nuit, le Jour et toutes les autres nuits, y fait longuement référence.
- Le roman d'Ingo Grünewald, Montsouris, publié aux éditions Les Chantuseries, se déroule presque entièrement dans ce parc et l'interprète comme un lieu de symbolisme botanique.
- L'Affaire du collier, volume de la série Blake et Mortimer, se déroule en partie au Parc Montsouris.
- Montsouris, de Louise Hervieu, édition Émile-Paul frères, 1928. Évocation par l’artiste peintre de son enfance au parc Montsouris et dans son quartier.
- Le Parc Montsouris (poèmes), de Raymond Benoit, est un recueil de poèmes en alexandrins entièrement dédié au parc.

### Peinture

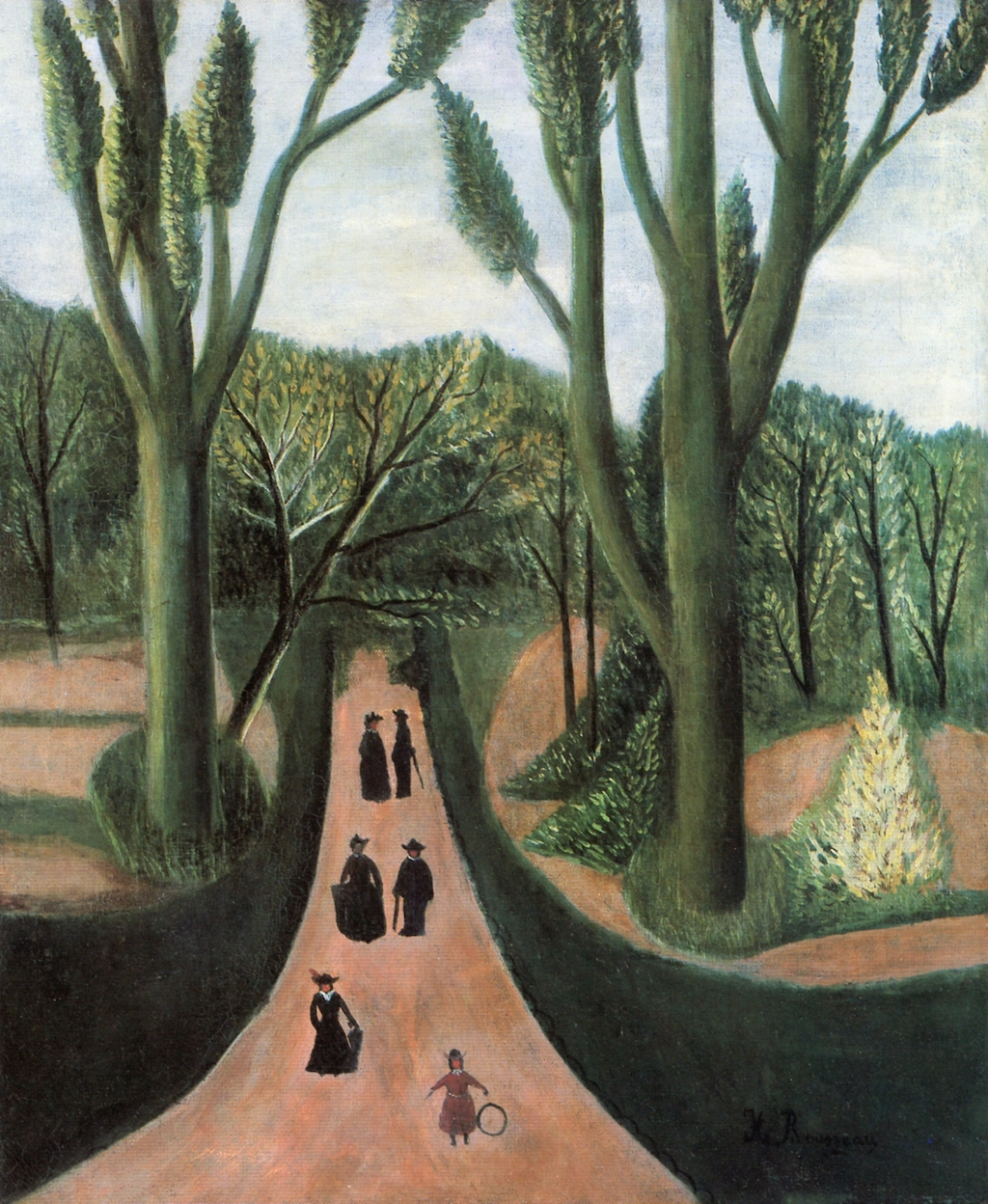
Une allée au parc Montsouris, Douanier Rousseau, collection particulière.

- Marche dans le parc Montsouris, peinture du Douanier Rousseau.
- Le musée Carnavalet conserve deux tableaux du peintre Ludovic Vallée représentant le parc entre 1900 et 1914 : Le Parc Montsouris vers le kiosque à musique (P. 1990) et L'Après-midi au parc Montsouris (P. 2520).
- Vue du parc Montsouris, Le kiosque (1908), Douanier Rousseau, fondation Barnes, Philadelphie.
- La promenade au parc Montsouris (1909), Douanier Rousseau, musée Pouchkine, Moscou.
- Une allée au parc Montsouris (1909-1910), Douanier Rousseau, collection particulière.
- Allée du parc Montsouris (1985), Colette Beleys, collection particulière.

## Accès
Le parc Montsouris est accessible en transports en commun par la Ligne B du RER à la gare de Cité Universitaire ; par la ligne 3a du tramway d'Île-de-France aux stations Cité universitaire et Montsouris ; par les lignes 21, 88, Traverse Bièvre, 216 et Orlybus (283) du réseau de bus RATP.